# ماثيو واشنطن بولوك
ماثيو واشنطن بولوك (11 سبتمبر 1881 – 17 ديسمبر 1972) كان محاميًا أمريكيًا، سياسيًا وناشطًا في حقوق الإنسان.

## الحياة المبكرة

### الطفولة
ولد ماثيو واشنطن بولوك في 11 سبتمبر 1881، في دابني، كارولاينا الشمالية. وُلِد والداه، جيسي وأماندا (سند) بولوك مستعبدين. في عام 1889، انتقلت العائلة إلى بوسطن "مع سبعة أطفال وورقة بعشرة دولار.” التحق بولوك بالمدارس العامة وفي عام 1896، تخرج من مدرسة إيفرت سنتر جرامر. ثم واصل دراسته في مدرسة إيفرت الثانوية، حيث كان أول قائد فريق من أصل أفريقي للفريق الثانوي وكذلك قائد فرق الهوكي ("البولو الجليدي") والبيسبول. تم الاعتراف ببولوك كواحد من أفضل الرياضيين في المدرسة. وكان شقيقه هنري نجم رياضي أيضاً في إيفرت. تم إدراج بولوك كعضو في جمعية خريجي مدرسة سنتر لفترة خريف 1899.
في يونيو 1900، سجلت سجلات التعداد السكاني الأمريكي أن ستة أطفال تتراوح أعمارهم بين 29 و15 عامًا يعيشون مع جيسي وجوزيف. كان جيسي وجوزيف، الأكبر سنًا، يعملون كعمال يوميين رغم أنهما كانا عاطلين عن العمل لبعض الأشهر من العام السابق. تم إدراج جيسي وأماندا كأميين بينما تم إدراج جميع الأطفال كمثقفين.

### كلية دارتموث

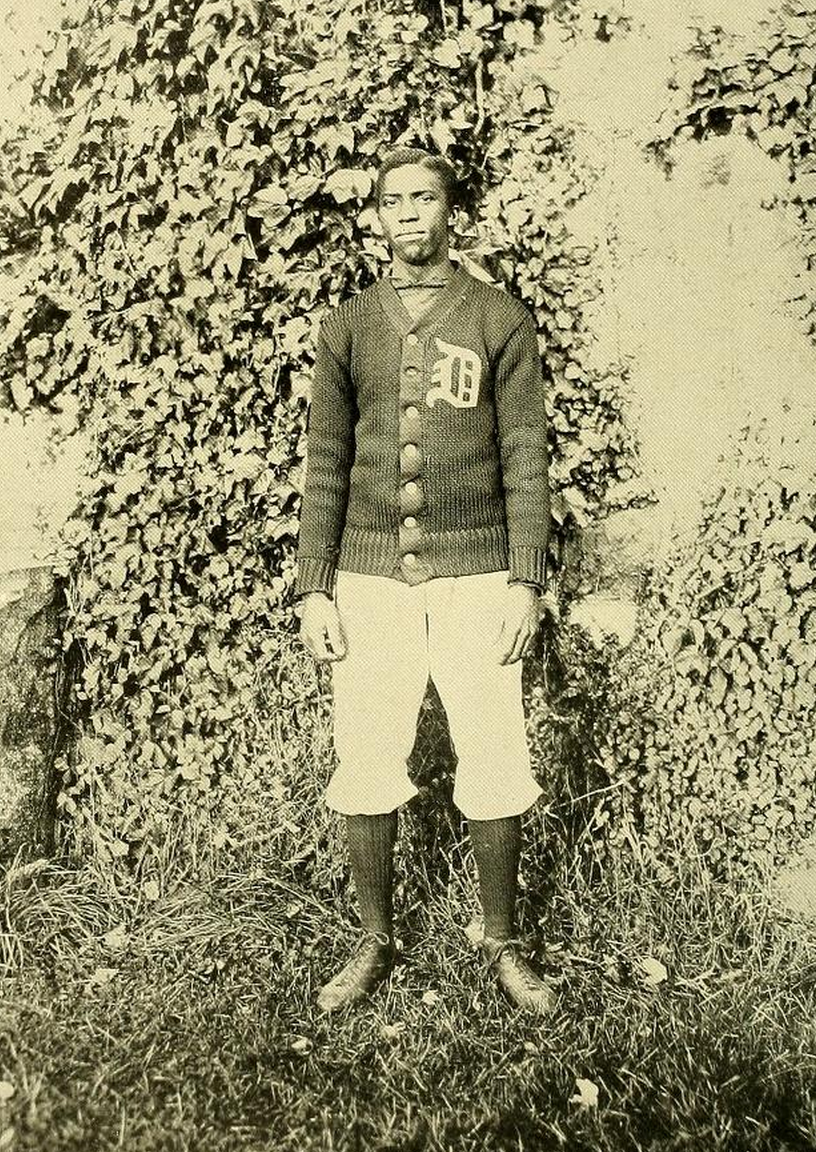
بولك أثناء تدريبه في مدرسة ماساتشوستس الزراعية والميكانيكية

كان من المقرر أن يبدأ بولك وقته في كلية دارتموث في عام 1901. أرسل له والده 50 دولارًا لدفع رسومه الدراسية (ما يعادل حوالي 1،300 دولار في عام 2021) وسجله في كلية دارتموث. كان عليه أن يبدأ العمل لدفع رسومه الدراسية. التحق بدارتموث في الخريف وتم انتخابه لنادي غلي بسبب مهاراته الغنائية، وكذلك خدم في فريق السباقات طوال السنوات الأربع. كان بولك أول أمريكي من أصل أفريقي يلعب كرة القدم في دارتموث، لكنه لعب لعبة في سنته الدراسية الأولى. حلّ في المركز الثاني في الوثب العالي في حدث ذلك العام.
في العام التالي بدأ كلاعب دفاع في فريق كرة القدم، ولعب بشكل جيد. في سنته الثانية فاز بالمركز الأول في القفز العريض وحقق نجاحاً في كرة القدم. غنى بولوك كعازف منفرد باريتون في كنيسة فيرمونت في أبريل، 1903. وقد حقق نجاحاً أكبر في سنته الجامعية الأولى، على الرغم من لعبه في المباريات الست الأولى فقط.
في سنته الأخيرة، كان بولك في فريق كرة القدم الجامعي وحقق اعترافًا وطنيًا. كان جزءًا من فريق كرة القدم في دارتموث الذي هزم هارفارد في حدث تكريس ملعب دارتموث في أواخر عام 1903. تم نشر صورة لبولك في إصدار نوفمبر من بوستون بوست عندما كان عمره 22 عامًا. بعد أسبوع، تم رفض منح بولك الإقامة خلال مباراة في جامعة برينستون وتم استدعاؤه أيضًا خلال اللعبة؛ أحداث تم تغطيتها في الصحف في مختلف الولايات عبر البلاد. كسر عظمة الترقوة في أول لعبة له في المباراة الثالثة من العام في هذه المباراة ضد برينستون وكان يُعتقد على نطاق واسع أنه كان مستهدفًا. قطع دارتموث الروابط الرياضية مع برينستون لعدة سنوات. كان كل هذا خلال رئاسة وودرو ويلسون في برينستون هناك واستثماره في الممارسات الانفصالية في المدرسة. ومع ذلك، لم يتم تسمية بولك في قائمة الفريق المثالي رغم تأهله. في سنته الأخيرة، كان أيضًا عضوًا في جمعية كبار بليك المعروفة كشخص متميز، وألواح ولجان أخرى بالدعوة فقط، وكان المحرر المساعد لـ ذي آيجيس.
بولك تخرج في عام 1904، بدرجة بكالوريوس في الآداب وتميزات أكاديمية ورياضية، لكنه حصل فقط على إشادة مشرفة في قائمة والتر كامب للاعبي كرة القدم الأمريكيين لعام 1904. المعلق الرياضي وقائد NAACP إدوين هندرسون في عام 1939 لاحظ عن أداء بولك في 1901-1903 "لم يُفهم أبدًا لماذا لم يحصل بولك على اختيار الأمريكيين جميعًا. كان بولك واحداً من أذكى الرجال الذين امتلكوا القدرة على لعب كرة القدم التي شهدتها اللعبة على الإطلاق."  في الواقع، أصدر بولك قائمته الخاصة بلاعبي كرة القدم الأمريكيين جميعًا عام 1911.
بولك حضر بعد ذلك كلية هارفارد للحقوق 1904-1907 وحصل في النهاية على درجة LLB بينما كان جيمس بارس أميس عميد الكلية. وخلال تلك الفترة كان يدفع رسومه الدراسية من خلال تدريب كرة القدم. وسرعان ما بدأ التدريب في كلية ماساتشوستس الزراعية والميكانيكية (التي أصبحت الآن جامعة ماساتشوستس في أمهرست) بدءًا من خريف 1904 وتم تقديره على التصريح "التوقعات هي الأكثر تشجيعاً منذ سنوات" في صحيفة الكلية. وبحلول ذلك الشتاء، قالت إنه "كان بلا شك الموسم الأكثر نجاحًا في تاريخ الكلية" ونسب الفضل إلى بولك بعد هزيمة 5 مؤسسات أكبر والمنافسة في مباراة البطولة، وقدمت الفريق له ساعة محفورة تيجاناً وتميمة. كان أول مدرب كرة قدم أسود لفريق كلية متكاملة وحقق سجل انتصارات، وكان واحدًا من حفنة من الشخصيات الرياضية الأفريقية الأمريكية في الكليات الشرقية البيضاء. ثم قام بتدريب في مدرسة مالدن الثانوية في عام 1905، كأول مدرب كرة قدم أسود هناك وحصل على مكافأة لتحسينه للفريق في العام. كانوا بلا هزيمة في أوائل عام 1906-7 الدراسي.
بولك أنهى دراسته في جامعة هارفارد في صيف عام 1907، بدرجة بكالوريوس في القانون درس في جامعة كورنيل، وعاد إلى كلية الزراعة والميكانيكا حيث كان من المقرر أن يواصل تدريب المزيد من المواسم. كان هناك أيضًا تقرير يفيد بأنه كان متجهاً إلى أوكلاهوما لممارسة المحاماة. ولكن بحلول أوائل عام 1909 كان في الجنوب. في مايو من ذلك العام توفي والده بينما كانت العائلة تعيش في شارع وينتر.

### خدمة أتلانتا
في عام 1908، قبل بولك منصبًا في كلية مورهاوس (والتي كانت تعرف آنذاك بكلية أتلانتا المعمدانية) كمدير رياضي ومعلم.
في عام 1910، تم شكره في مقدمة كتاب الزنجي في الأدب والفن لبنجامين جريفيث براولي. في سبتمبر تزوج من كاثرين رايت في بوسطن. ولدت كاثرين في ميدلسبورو، كنتاكي، لبيتر رايت وجولي هيثيرلي. استمر آل بولوك في العيش في أتلانتا وبحلول عام 1911 كان قد عمل لمدة ثلاث سنوات في ألعاب الميدان لرابطة الألعاب الرياضية بين المدارس، وكان عضو هيئة تدريس في كلية أتلانتا المعمدانية. أُطلق على عمله في المجال الرياضي مثال لمدرسة "المزرعة" التابعة للجامعات والكليات السوداء التاريخية حيث يمكن للرياضيين كسب مكان في المدارس البيضاء. في النهاية قام بتدريس اللاتينية، التاريخ والعلوم الاجتماعية وخدم لمدة 4 سنوات بامتياز. ثم عمل كمحامٍ في أتلانتا من 1912 إلى 1915، بما في ذلك تقديم تعديل على ميثاق المدرسة لعام 1913 لتغيير اسم الكلية من كلية أتلانتا المعمدانية إلى كلية مورهاوس. وتم شكره مرة أخرى من قبل براولي لكونه أحد المراجعين لكتابه تاريخ قصير للزنجي الأمريكي الذي نُشر عام 1913.
ثم شغل منصب عميد كلية الولاية الزراعية والميكانيكية للسود لمدة عامين، من 1915 إلى 1917، والتي تعرف الآن بجامعة ألاباما إيه آند إم، في نورمال، ألاباما.

### الحرب العالمية الأولى وخدمة YMCA
بولوك كان مسجلاً في نقابة المحامين بولاية ماساتشوستس في أغسطس 1917، وفي فبراير 1918 كان مقيماً في روكسبري، وهو حي في بوسطن، يعمل كمحامٍ.
حاول التطوع للخدمة في وحدة قتالية في الحرب العالمية الأولى ولكن تم اعتباره "كبيرًا في السن" للخدمة بعمر حوالي 36 عامًا، وكان يعاني من نفخة قلبية، لكنه عمل عبر جهود الحرب للجمعية المسيحية للشباب، ساعيًا للعمل في فرنسا وإنجلترا. وُصِف طوله على طلب جواز السفر بأنه 6 أقدام و1 بوصة وكان شاهده الأول موظفًا في محكمة الدائرة الأولى في بوسطن. كانت والدته تعيش مع عائلته.
تم حجزه لمغادرة نيويورك على متن السفينة الفرنسية إس إس رشامبو في 20 فبراير وتم تعيينه سكرتيرًا للمجلس الوطني للحرب YMCA في الولايات المتحدة لخدمة القوات الأمريكية، ومع ذلك فقد خدم كأمين تعليمي YMCA في فورت جورج جي. ميد، ماريلاند، أولاً، بداية كضيف إفطار مع زميله السابق في ممارسة القانون تشارلز فورد. عمل في كامب ميد لتدريب الأنشطة الرياضية، قاد الغناء، وعلم اللغة الفرنسية. بعد 3 أشهر ذهب إلى فرنسا مع المشاة الأمريكية 369 (المعروف أيضًا بالفوج الخامس عشر لولاية نيويورك) وخدم كمدير بدني لمدة 15 شهرًا. كان واحدًا من ثمانية أمناء YMCA. كان لدى بولوك فريق من أربعة مساعدين أحدهم كانت امرأة ملونة تم الاحتجاج بها في الجيش بناءً على قضايا مسؤولين في الجيش من أصل جنوبي في بوردو. تسبب الوضع في حد أولي لمشاركة النساء لـ3 فقط للعمل كممرضات لـ150،000 جندي. كان شخصية تنظيمية في منطقة الإجازات جزئيًا بسبب شهرته في الرياضة ولكن أيضًا بسبب خدمته مع النساء العاملات في الظروف.

بولوك وواحد آخر من المعينين في جمعية الشبان المسيحيين تبعوا الفوج 369 طوال الطريق إلى ضفاف نهر الراين يقودون وحدات أخرى وحصلوا على التميز بسبب جودة خنادقهم. تم الإشارة إلى بولوك لدعمه الثابت للجنود خلال أسوأ مراحل المعركة. وُصف بولوك بأنه قدم "خدمة شجاعة خاصة" ملحوظة حيث "كان يمكن رؤيته في جميع الأوقات يشق طريقه تحت قذائف هائلة حتى يتمكن من الوصول إلى رجاله بالإمدادات اللازمة؛ ... (وفي) تقديم الإسعافات الأولية للجرحى." تم ترشيح بولوك لميدالية صليب الحرب للقيادة والشجاعة ولكن لم تتم الموافقة عليها من قبل العقيد الأبيض كما ورد في السيرة الذاتية لـجون هوب. كان هوب متمركزًا في باريس. كتب القس بنيامين روبسون عن المسألة في رسالة إلى New York Age. يبدأ روبسون قائلاً "لم يمض وقت طويل على توديع نيويورك بقلق وثقة هذه الفوج التاريخي. مؤمنين بقدرتهم، معرفين أنهم لا يخافون، معتمدين عليهم لتجديد ذاكرة آبائهم، كنتم تراقبون، وتنتظرون، وتستمعون...." 
أود أن أتحدث عن شخص لا يزال يسير في طريق الواجب بابتسامة معدية، سعيد وصبور لأنه يعلم أن الزمن سيغمس قلمه في حبر العدالة ويرده المكافأة الصحيحة.

 أشير إلى السكرتير بولوك (نحن نسميه مات) الذي يرتدي شارة الإخلاص ويمشي بخطوات الجديرين.... قبل ذلك التحرك التذكاري في 25 سبتمبر ... ذهب بولوك إلى شالونز، وواجه السلطات قائلاً: 'ليس لدي ما أعطيه لرجالي وهم يقتحمون المرتفعات غدًا. يجب أن أحصل على شيء أو لا أستطيع العودة.' (في النهاية حصل على طلباته) وحُملت الحملة.
كل صباح عندما كانت المدافع تقذف النار، الرجال يسقطون والرصاص يصفّر، يظهر شكل بشري على التل. على ظهره كانت مقيدة (الإمدادات...) واصل السير، بين الحين والآخر ينحني للملجأ.... تساءل الرجال لماذا جاء إلى تلك المنطقة المميتة. عندما يلف الغروب التلال بظلاله، يعود نفس الشكل فارغ اليدين؛ مرهقًا، لكن شجاعًا. توقفت مجيئه وذهابه عندما لم يكن هناك فوج لخدمته.
لا يرتدي صليب الحرب على صدره، ولكن داخل صدره يخفق روح الإخلاص - الإخلاص لله، والوطن، والعرق. لن يرى الحشود D. S. C. لتشهد على شجاعته في تلك الساعة، ولكن استمعوا إلى النغمة التأملية التي يغنيها أولاد الفوج الخامس عشر القديم ستسمعون عن ولاء وخدمة تقترب من الناصري المتواضع. لن تعلن أي جوقة شرف عن رتبته مع الجديرين، ولكن ما دام أحد أعضاء هذا الفوج العظيم القديم يستنشق نسمة الحياة سيُسمع اسم ماثيو دابليو. بولوك وتغنى قيمته.

 فلنكرم جميعًا الهنا غير المتوج.
لقد خدم في جبهات الشامبان والالزاس في أواخر عام 1917 وحتى مايو 1918، وتم ترشيحه للحصول على وسام الحرب من أجل معركة سبتمبر-أكتوبر.
بولوك وصل إلى جزيرة إليس بعد شهرين من بريست، فرنسا، على متن يو إس إس موبايل مشيرًا إلى مكان إقامته في شارع سارزفيلد، روكسبري. تقاعد من الخدمة الحربية في 4 يونيو 1919، وبحلول ذلك الوقت أضيفت الألمانية إلى مهاراته اللغوية. كان بعدها عضوًا في الكنيسة المعمدانية، وكان قد تم دفع له أكثر من 1200 دولار، (18 ألف دولار في عام 2021،) مقابل خدمته.
بعد سنوات، تذكر مرارة خيبة الأمل من الخدمة العسكرية المتكاملة نسبيًا والعودة إلى مجتمع أكثر تفرقة.
لقد تحدث في مؤتمر اتحاد الشمال الشرقي لأندية النساء الملونات في ولاية مين الذي عقد في واشنطن، العاصمة، متحدثًا عن الخدمة العسكرية للجنود في فرنسا.

### الخدمة في مجتمع الأمريكيين من أصول أفريقية في بوسطن
شارك بولوك في تأسيس فرع بوسطن للرابطة الحضرية الوطنية في عام 1919 وتم تعيينه كأول مسؤول تنفيذي في يناير 1920. حيث شغل هذا المنصب حتى عام 1921، واكتسب سمعة "مثالية إنسانية غير عادية". لاحقاً، بكلمات هيلين إليزه أوستين، تمت الإشارة إلى ذلك كبداية لمسيرة خدمة عامة "أكثر من عشرين عامًا من الريادة المستمرة لتحقيق العدالة الاجتماعية وكرامة الإنسان."
كان تعداد الولايات المتحدة في يناير 1920 قد أظهر الزوجين متزوجين ومستأجرين لمنزل في شارع سارسفيلد وكان يعمل محامياً. كما تم الاعتراف لبولوك بأنه أسس فرعاً لجمعية الشبان المسيحيين لخدمة مجتمع السود في South End-Roxbury والذي امتد من 1920 إلى 1922، ثم أُغلق للحفاظ على برنامج غير مفصول مع الفرع الرئيسي. في مارس تم التعرف على بولوك في نشرة هارفارد ألومني كأمين لرابطة Urban League في بوسطن، وتم الإشارة إلى خدمته في فرنسا خلال الحرب العالمية الأولى ولكن ظنوا أنه حصل بالفعل على وسام الحرب من الحكومة الفرنسية، ولد الابن ماثيو الابن في 4 أبريل 1920، وبعد بضعة أسابيع قدم بولوك محاضرة عن تاريخ رابطة Urban League لنادي بوسطن، وتحدث في كنيسة القديس بارثلميو في أواخر مايو. قدم طلباً للترشح لمكتب في حكومة الولاية في يوليو، وكان في الاقتراع مع أندرو لاتيمور، وأنفق قليلاً أكثر من 17 دولاراً على التسجيل للانتخابات. كما كان في قائمة المتاحين لمنصب مساعد مدير قسم الشركات والضرائب مع الولاية. في أكتوبر خطب نادي Ellot كعضو في رابطة Urban League في بوسطن حول “ماذا يريد الرجل الأسود؟ الإجابة" بينما كان يترشح للمكتب. قام بولوك ولاتيمور بحملات انتخابية عبر Ward 13. وفي نفس الوقت كانت زوجته مرئية في حفل لجمع التبرعات لجامعة أتلانتا. في نوفمبر حصل بولوك على أصوات أكثر من لاتيمور للجمهوريين ولكن خسر كلاهما أمام تذكرة الديمقراطيين. ادعى الاثنان أنه تم التصويت ضدهما لكونهما سود وأن القضية قد اعتبرت متنازع عليها بسبب تزايد النساء الجمهوريات المسجلات للتصويت. ثم المحافظ John Jackson Walsh تحدث ضد مسألة التحيز العرقي في التصويت. تقدم بولوك ولاتيمور بعريضة استدعاء ضد الديمقراطيين في يناير 1921. في فبراير عاد بولوك إلى إفريت للحديث لمجلس التجارة حول “الرجل الأسود، أصل عظيم” وذكر المقال الذي يغطي حديثه خدمته من 1896-1900 في مدرسة إفريت الثانوية، ثم إلى النجاح الرياضي والآن محامياً. بعد بضعة أيام شهد بولوك ولاتيمور حول اعتراضهم على الانتخابات وقدموا ملخصات للسيرة الذاتية عن حياتهم. أوضح بولوك أنه تخرج من مدرسة إفريت الثانوية، وكلية دارتموت، ومدرسة هارفارد للقانون وكان لديه فصل دراسي بعد التدرج في جامعة كورنيل. حاول الخدمة خلال الحرب العالمية الأولى لكن تم رفضه "بسبب 'قلب الرياضي'" كما عبر عنه لكنه عمل كسكرتير لجمعية الشبان المسيحيين في الخارج. كانت عريضتهم قد عقد لها جلسة استماع للجنة مجلس النواب المعنية بالانتخابات تدعي أنه تم استخدام وسائل غير قانونية لإكمال الانتخابات. تم أخذ إيداعات الشهود بعد تأخير كبير. لم تدعم غالبية اللجنة العريضة رغم أن عضواً واحداً على الأقل فعل. صعد بولوك ولاتيمور مع رئيس مجلس النواب لطلب فرصة للتحدث إلى المجلس بأكمله. كلفة تقدم العريضة 225 دولاراً كرسوم قانونية، (قريب من ثلاثة آلاف دولار في 2021 دولار.)
بشكل عام من 1921 إلى 1924 عمل بولوك كمحامٍ. ربما كان هذا عندما عمل مع شركة Cardozo وTucker. في يونيو، تحدث بولوك في حفل تخرج مدرسة إفريت الثانوية كخريج من دفعة 1900. في يوليو وبناءً على طلب لجنة من الرابطة الحضرية، طلب من بولوك أن يكون رئيسًا إقليميًا لمدينة بوسطن وقيل عنه إن "الميزة في العمل في منطقته كانت التعاون الجيد الذي تلقاه من الوزراء وكل منظمات الرعاية الاجتماعية." كما خدم مع فرسان بيثياس لأمريكا الشمالية وأمريكا الجنوبية وأوروبا وآسيا وأفريقيا وأستراليا، وهي جمعية خدمية أخوية ومصدر لشركة تأمين على الحياة في عقد آخر، في لجنة الاعتماد الخاصة بهم للذين يسعون للانتخاب في المنظمة. وُلدت ابنة بولوك جوليا أماندا في 3 سبتمبر 1921.  أعرب بولوك عن دعمه لمرشح لمنصب العمدة في ديسمبر. تقريبًا في هذا الوقت كان هناك ماثيو بوليك آخر في شمال كارولينا وكندا يشمل تهديدات من KKK وشنق ق. 1921–1922. أحيانًا كان يتم الخلط بين الاثنين كما في سيرة جنازة بولوك في 1972. في هذه الأثناء، تحدى بولوك مرة أخرى الديمقراطي لمنصب ممثل الولاية. في أغسطس، كان على القائمة الأولية لمكانة الجمهوري، وتحدث عن تشكيل بنك في Roxbury، لمقاطعة Suffolk. قبل التصويت في نوفمبر، قدم بولوك في أكتوبر مشروع قانون إلى مجلس نواب الولاية كمواطن عام لحظر تشكيل منظمة كوكلوكس كلان في الولاية لأنها كانت "تهديدًا للسلام العام"؛ ولفت العرض انتباهًا واسعًا على المستوى الوطني. في هذه الأثناء، عين الحاكم مشرفين خاصين لانتخابات Ward 13. جرت الانتخابات وفاز جيسي إيمري.
في جلسات فبراير 1923 بدأ الاستماع لمشروع القانون المناهض للكلان. في شهادة بولك الخاصة لمشروع القانون قال إن أحد أجداده كان قد قُتل على يد أعضاء الكلان وحث على تمرير القانون كمواطن عادي. وذكر هذا الحادثة مرة أخرى في 1966 قائلاً إن والدة والدته قد وجدت جثة جده في بئر مهجور. خاطب بولك مؤتمر فرسان بيثياس في اجتماعهم في مايو 1923. ثم انضم إلى التنظيم الجماعي في جميع أنحاء ماساتشوستس الذي دعا إليه آنذاك الحاكم تشانينج إتش. كوكس لدعم جهود الإغاثة بعد زلزال كانتو الكبير في 1 سبتمبر في اليابان من خلال الصليب الأحمر.

### مساعد النائب العام
المدعي العام لولاية ماساتشوستس جاي ر. بينتون عيّن بولوك كأحد المساعدين الخاصين في يوليو 1924، حيث ركز في البداية على المسائل القانونية للبناء الجديد للطريق السريع الشمالي من بوسطن إلى جسر ولينغتون في سومرفيل. اليوم هذا جزء من الطريق السريع 93. المقالة البيوغرافية عنه في الموقع الجديد أشارت إلى الكثير من مسيرته المألوفة في الخدمة العامة وتنص على أنه كان السكرتير التنفيذي لرابطة بوسطن الحضرية ويمارس المحاماة مع تشارلز ويليامز، كاتب محكمة الأحداث في بوسطن. هذا التعيين أثار بعض الأخبار في أماكن أخرى أيضاً.
بولك تم إضافته إلى لجنة حزب الجمهوري في ماساتشوستس وخاطبهم حول قضية كلان في برنامجهم. كانت هذه آخر نقطة تمت مناقشتها في جلسة هادئة. تحدث بولك في اجتماع آخر لحزب الجمهوري في وقت لاحق من أكتوبر. في نوفمبر ترأس بولك اجتماعاً للمتحدثين السياسيين عقد في كنيسة المعمدانيين الشعبيين.
في فبراير 1925، حضر بولوك حفل استقبال مدرسة إيفريت الثانوية للرياضيين الملونين. في سبتمبر، مثل بولوك جهدًا مجتمعيًا معارضًا لعمل تنظيف وصباغة يحاول إقامته بسبب تأثيراته البيئية. في نوفمبر، كان بولوك عضوًا مؤسسًا شارك في تأسيس فرع بوسطن لجمعية أوميغا بساي فاي. ثم ألقى خطابًا في اجتماع لجمعية أوميغا بساي فاي في توسكيجي مسلطًا الضوء على التقدم الذي أحرزه الأمريكيون الأفارقة.

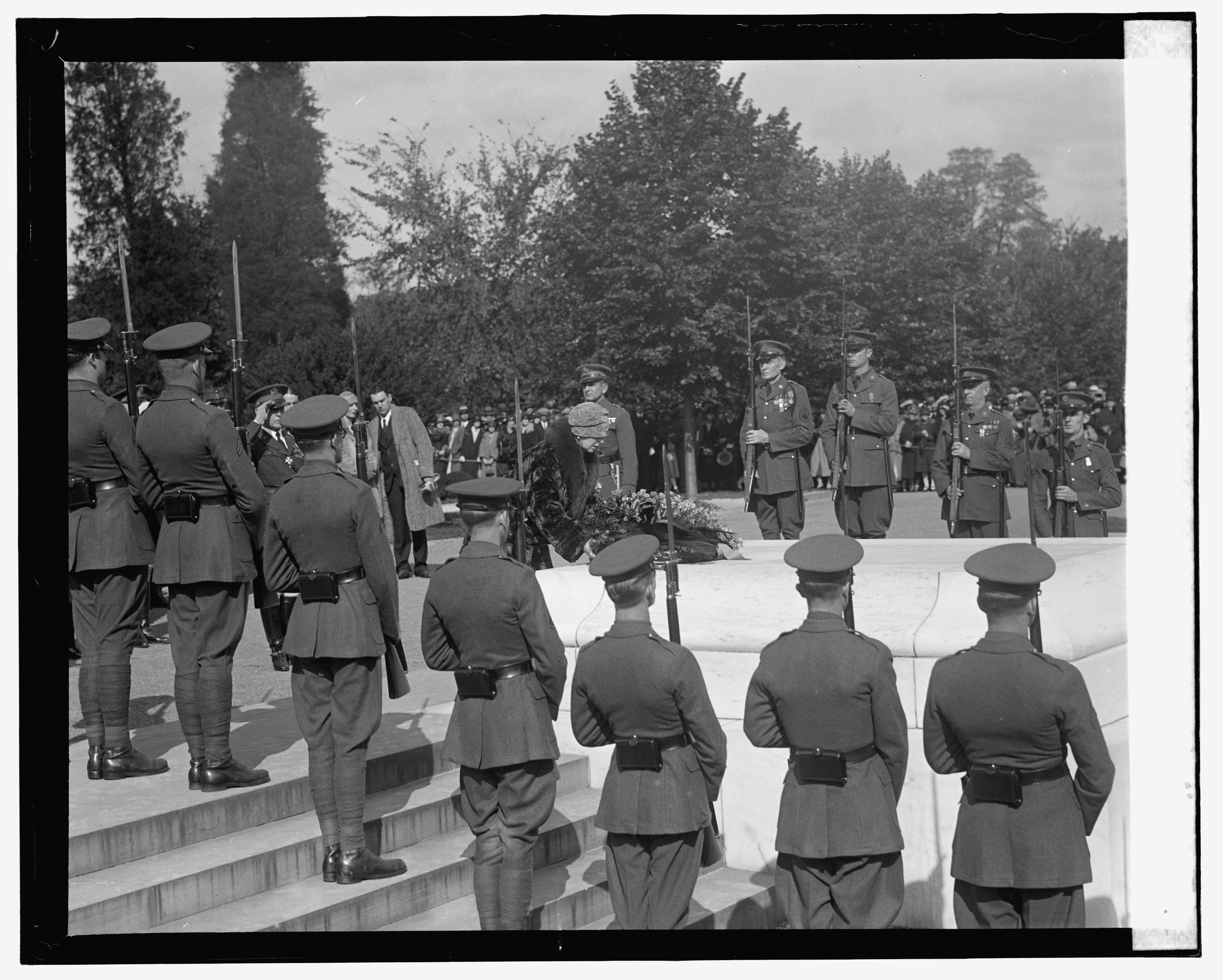
الملكة ماري عند قبر الجندي المجهول، 19 أكتوبر، 1926

في يناير 1926 تحدث بولوك في برنامج نظمته NAACP في كنيسة اتحاد التجمع في مدينة نيويورك. اعترض بولوك مرة أخرى على تأثير شركة على حي في اجتماع لمجلس المدينة في مارس. كما حضر حفل تكريس قبر الجندي المجهول في مقبرة أرلينغتون الوطنية. قد يكون هذا في حفل تكريس 1926. في أكتوبر خاطب بولوك الرابطة الوطنية للحقوق المتساوية حول وضع الفصل العنصري.
في فبراير 1927، تحدث بولوك إلى مؤتمر إقليمي لـ فرسان فيثياس.

### مجلس الإفراج المشروط للدولة
تم وصف بولوك بأنه "من بين أفضل المحامين تدريبا وأكثرهم نجاحا من العرق الزنجي في الوقت الحالي..." في عام 1927. ثم بدأ الخدمة في مجلس الإفراج المشروط لولاية ماساتشوستس والتي استمرت لمدة تسع سنوات، ثم أعيد تعيينه في عام 1943، ثم أصبح رئيسًا في عام 1944، حيث كان أول أمريكي من أصل أفريقي يرأس قسمًا من حكومة الولاية.
بدأ الأمر في مارس عندما تم تعيين بولك في مجلس الإفراج المشروط من قبل الحاكم آنذاك أفلان تي. فولر. وقد أثار ذلك أيضًا الأخبار. كان يعتقد في التغطية في ذلك الوقت أنه وُلِد في مورغانتون، كارولاينا الشمالية (دابني تقع شمال رالي مقابل مورغانتاون في الغرب البعيد) وتذكرت مسيرته في كرة القدم في دارتموث وتخرجه في عام 1904. بينما استمرت تلك التغطية في الانتشار لأكثر من شهر، ألقى بولك محاضرة في كنيسة التوحيد العالمية حول "تحدي للمسيحية". في يوليو خاطب بولك مؤتمرًا إقليميًا لفرسان بيثياس حول الوضع الاقتصادي للسود ومسألة عنف الغوغاء.
أُعيد تعيين بولوك في مجلس العفو المشروط للدولة في يناير 1928. وفي ذلك الشهر، تم تعيين بولوك أيضًا كمحامي محكمة ضمن فريق عمل نادي شرطة بوسطن الكبرى VFW. في فبراير، كتب بولوك رسالة قرئت ضمن السجل الكونغرس الفيدرالي لدعم إنشاء نصب تذكاري للأمريكيين من أصل أفريقي في البلاد. بعد بضعة أسابيع، عاد بولوك لإلقاء محاضرة لجماعة فرسان فيثياس. في سبتمبر، استضاف آل بولوك أخوية أوميغا بسي كوليدج في منزلهم في شارع وندسور. في الخريف، كان بولوك على جدول المتحدثين في كنيسة الجماعة الثانية، ووصفت بأنه السكرتير السابق لرابطة الحضرية.
في يناير 1929 تم الاعتراف بولوك كرئيس لحزب الجمهوريين في القسم 9. في يونيو قام بإلقاء كلمة في مجلس رعاية الزنوج المتحدة عن أوضاع الشمال الشرقي، وتم إدراجه كواحد من مساعدي النائب العام، رغم أنه من الأصح القول بأنه أصبح الآن عضواً في مجلس الإفراج المشروط. ومع عضوية مجلس الإفراج المشروط، بدأت تظهر الأسئلة والتقارير في وسائل الإعلام حول قضايا الأحكام. في يوليو، كانت واحدة من أولى تعليقات بولوك الاتفاق في قضية بأن شخصاً قد ارتكب جريمة قتل في رفض بالإجماع للبراءة من قبل المجلس. تقرير صحفي آخر في يوليو ذكر أن المجلس استمع إلى شهادة حول قضية حصل فيها مرتكب الجريمة على بعض الدعم من موظفي السجن. كان بولوك من بين المتحدثين في تدشين مركز مجتمعي جديد في كامبريدج تم إنشاؤه من المدرسة القديمة في أغسطس، وفي ذلك الشهر تم رفع راتب بولوك كعضو في المجلس من 2000 دولار إلى 2250 دولاراً في السنة ويمكن أن يزيد أكثر، (حوالي 34000 دولار في 2021.) في سبتمبر حضر بولوك اجتماع توزيع جوائز جمعية المنازل الأفضل حول قصة نجاح في الحي لإنقاذ الأراضي الفارغة. في أكتوبر، تم تعيين بولوك من بين العديد في لجنة لتطوير إقامة نصب تذكاري وطني كتحية لمساهمات الأمريكيين الأفارقة في تاريخ البلاد. في نوفمبر كان بولوك واحداً من العديد الذين أيدوا فريدريك مانسفيلد.
بولك دُعي زعيم الحزب للجناح 9 ومفوض مجلس الإفراج المشروط للدولة عندما كان سيحضر اجتماعًا لجمعية أوميغا بسي فاي في بالتيمور في يناير 1930، مع بداية الكساد الكبير في الولايات المتحدة. كان بولك أحد المتحدثين في اجتماع نادي النساء الجمهوري في مارس. وفي هذا الشهر انتقد بولك علنًا الرئيس هوفر بسبب فصل الرحلات إلى أوروبا ولاحظ أن النساء كن أكثر وفاءً لتأثير لنكولن وسمنر على الحزب الجمهوري. في اليوم التالي حضر بولك كنيسة معمدانية في بورتسموث، نيو هامبشاير، حيث ألقى حديثًا/مديحًا لمعلمي فرسان فيثياس المحليين. إحصاء أبريل 1930 في الولايات المتحدة سجل المحامي ماثيو مع زوجته كاثرين وأطفالهما الذين وُلِدوا في ماساتشوستس، ماثيو بولك جونيور (9 سنوات)، وجولي(8 سنوات)، يمتلكون منزلاً تقدر قيمته بـ 5500 دولار (86 ألف دولار في 2021). اجتمع فرسان فيثياس مرة أخرى في يوليو في كنيسة معمدانية أخرى في بروفيدنس، رود آيلاند، وكان بولك هناك بين "لجنة معبد فيثياس". بعد عدة أسابيع حصل مجلس الإفراج المشروط على تغطية صحفية عندما سمع التماسًا بشأن مدان هرب من السجن وعاد طوعًا. في أغسطس سمع مجلس الإفراج المشروط التماسًا من رجل مدان بإشعال الحرائق والاحتيال التأميني وادعى أنه بريء. في سبتمبر أقيم عرض درامي وكان بولك معلق الصوت، حيث استعرض دور الأمريكيين الأفارقة في الحرب الأهلية. في نفس الشهر تم تعيين بولك في لجنة القرارات للحزب الجمهوري ربما بسبب آرائه السياسية "الجافة" حول المشروبات الكحولية دعمًا للحظر بعكس آخرين لديهم آراء "رطبة" مما أثار بعض الأخبار مرة أخرى. في أكتوبر كان بولك جزءًا من مجموعة لقاءات حزبية جمهورية في المدرسة الثانوية المركزية في سبرينغفيلد لدعم ويليام بتلر. في نوفمبر تم ترشيح بولك لإعادة التعيين في مجلس الإفراج المشروط. في ديسمبر سمع مجلس الإفراج المشروط استئناف العفو لقاتل شرطي - كان هناك دعم مع وضد المدعي بأنه بريء.
في مارس 1931، عندما كانت الكساد الكبير تؤثر بشدة على أمريكا، تحدث بولوك في منظمة أوميغا بسي فاي ‏ في ذكرى الكولونيل تشارلز يونغ في كنيسة الكنيسة الجماعية في نيويورك. في أبريل قدم مجلس الإفراج المشروط مقترحاته للإفراج المشروط بما يعادل 200 من أصل 433 جلسة استماع من 4343 حالة قُدمت للمجلس بينما أشار إلى أن بعض الحالات لم تكن مناسبة لأن يكون المجلس الأداة المناسبة للتدخلات. في سبتمبر استمع مجلس الإفراج المشروط إلى طلب عفو عن المعتدي على فتاتين عندما شهدت الفتاتين بأن شهادتهما السابقة كانت غير صحيحة. في أكتوبر قاد بولوك جلسة المساء احتفاءً ببيت روبرت جولد شو، وهو مركز مجتمعي في المجتمع الأسود. في ديسمبر استمع مجلس الإفراج المشروط إلى طلب عريضة كانت في قضية احتيال لرجل اعتقد البعض أنه محبوب.
كان من المقرر أن يتحدث بولوك إلى نادي كامبريدج المدني في 3 فبراير 1932. في مارس، استمعت لجنة الإفراج المشروط إلى طلب الإفراج المشروط في قضية إساءة معاملة فتاة تبلغ من العمر 16 عامًا، والتي أصبحت الآن في سن العشرين، والتي ناشدت بالأمر بناءً على وعد لوالدها على فراش الموت، وفي ذلك الشهر اشتكى بولوك من أن النساء حصلن على حق التصويت دون وجود شعور بالولاء الحزبي السياسي، رغم أن هذه الشكوى كانت في سياق حرمان المجتمع الأسود في بوسطن من حق التصويت بعد إعادة تقسيم المناطق في عام 1895. في مايو، انتُخب بولوك رئيسًا للمجلس الهيليني المتحد الذي هو الجمعية الوطنية للعديد من الأخويات. تشارلز بونزي، مبتكر مخطط بونزي، قدّم طلبًا للإفراج المشروط أمام اللجنة استنادًا إلى أمور فنية. في هذا العام، أشار التقرير السنوي للجنة إلى أن عملهم أصبح "أكثر صعوبة بسبب التدفق المستمر للضغط الذي يمارَس عليها من قبل الأقارب والأصدقاء المؤثرين" وحاجتهم للدفاع عن أنفسهم ضد من يجادلون بأنهم متساهلون للغاية أو صارمون للغاية و"التغطية الصحفية غير المواتية" مع قضايا إعادة التوظيف والعودة إلى تعاطي الكحول. لاحظوا أن 1.1% من إلغاءات الإفراجات المشروطة كانت من الجناة وكانت تقريبًا مثل السنوات السابقة. اعتبروا 4351 قضية وتم منح 3192 وإلغاء 1086 مع تعاطي الكحول يشكل معظم حالات الإلغاء. كان منصب بولوك في لجنة الإفراج المشروط مرة أخرى على وشك إعادة التعيين في أواخر عام 1932.
في فبراير 1933، دعم بولك مشروع قانون يحظر التمييز في تأمين السيارات للعملاء بناءً على العرق أو اللون أو الدين أو مكان العيش في ضوء متطلبات التأمين. وقد خاطب تحديداً لجنة التأمين في مجلس الولاية بشأن ذلك. في نفس الشهر، عقدت لجنة العفو اجتماعات في سجن ولاية نورفولك لمناقشة قضايا السرقة وغيرها.

### كنيسة المجتمع
بمواصلة خدمته في هيئة الإفراج المشروط الخاصة بالولاية، بدأ بولك علاقة خدمية مع كنيسة المجتمع في بوسطن. وظهر لأول مرة وهو يتحدث هناك عن "هل يتم دفع الزنوج إلى الشيوعية؟" في فبراير. وتم تلخيص الحديث. وأشار إلى أنه رغم وجود ثقافة في المجتمع، فقد ترك الشباب الحزب الجمهوري وانضموا إلى الحزب الديمقراطي بحثًا عن المساعدة وحتى أصبحوا اشتراكيين أو شيوعيين وكان قلقًا من أنه إذا لم يتم تحسين وضع السود في البلاد إلى المساواة، سيصبح الشباب شيوعيين. وفي مايو تحدث في كنيسة في ليكسينغتون خلال اجتماع زمالة الشباب. وتغيب بولك عن اجتماع للهيئة في أوائل يونيو رغم أنه من غير المعروف السبب. وكان عائلة بولك من بين رعاة مركز المجتمع في كامبريدج في سبتمبر. وتم الإشارة إلى عيد ميلاد بولك أيضًا في باسادينا، كاليفورنيا، في ذلك العام. وتم تقديم قضية قاتل زوج إلى الهيئة في سبتمبر. وتذكرت فريق كرة القدم دارتموث لعام 1903 بما في ذلك بولك، الذي صور في الصحيفة، لانتصاره على هارفارد في الاستاد الجديد في أكتوبر. وتحدث بولك إلى جمعية شباب كنيسة جبل فيرنون الجماعية في ديسمبر، خلال تجمع للتبرع بالألعاب الذي كان مخصصا للأطفال في كنيسة معينة في كارولاينا الشمالية وعشاء عيد الميلاد للمجتمع على موضوع "إعطائه فرصة ثانية". ثم تحدث بولك إلى كنيسة المجتمع في خدمة عيد الميلاد الخاصة بها عن "هل يمكن للأعراق والعقائد والطبقات أن تعيش في سلام"، مشيرًا إلى أنه كان مدير كنيسة المجتمع وقد دعي حاخام وقائد اتحاد العمال في ماساتشوستس كمتحدثين إضافيين، مع موسيقى من قبل جوقة الزنوج الكبرى في بوسطن. وتحدثت تعليقات بولك عن مشكلة العرق التي تعود جذورها إلى أصول الحضارة وتتفتح بطرق مختلفة حول العالم، وأنه في أمريكا يمكننا أن نفعل أفضل من الفصل العنصري، الوصول المحدود إلى المحاكم، قمع التصويت والانتقاء على المشاكل في ألمانيا التي تم استيرادها أيديولوجيا إلى أمريكا، وإثارة جماعة كو كلوكس كلان.
فبراير 1934 يبدأ بذكر بولوك الذي ألقى محاضرة أخرى في كنيسة المجتمع التي عقدت اجتماعًا مع قيادة الكنيسة. استمعت لجنة الإفراج المشروط إلى قضية قاتل يعاني من اضطرابات نفسية. في مارس ساهم بولوك في حملة لجمع التبرعات لخفر السواحل، وفي أبريل كان أحد المتحدثين في منزل روبرت غولد شو في اجتماع جماهيري حول القضايا المجتمعية، تلاها بعد أسبوع عندما استمعت لجنة الإفراج المشروط إلى قضية مواطن برتغالي قتل رجل شرطة. في مايو تحدث بولوك في تجمع للجمهوريين في رود آيلاند، ثم في يونيو استقال بولوك من لجنة حزب الجمهوريين في الولاية. في يوليو كان بولوك على وشك إعادة التعيين في لجنة الإفراج المشروط. وأعيد تعيينه، وفي أكتوبر ونوفمبر استمعت اللجنة إلى قضيتين لقاتلين. في نوفمبر تحدث بولوك عن الثقافة الذكورية في خدمة يوم الرجال الصباحية في الكنيسة المعمدانية شيلوه الإفريقية الأمريكية. في ديسمبر تمت دعوة بولوك إلى أحد الفنادق لزيارة ممثل في مؤتمر الجريمة الوطني، ورفض الدخول في البداية لأنه كان أسود، وانتشر هذا الخبر على نطاق واسع. بعد أسبوع استمعت لجنة الإفراج المشروط إلى قضية سجين هارب.
في يناير 1935 اقترح بولك تغييراً في قانون الإفراج المشروط لمراجعة الإفراجات التلقائية، وتم استدعاء قضية جزء بولك من النزاع الانتخابي لعام 1921 من خلال تعليقات منقوله. في فبراير تحدث بولك في ذكرى كنيسة المجتمع. وكان من بين العديد الذين ساهموا في جمع تبرعات طارئة عامة كذلك، قبل أن يتحدث في معهد العلاقات العرقية في الخدمة المسائية في كنيسة بارك أفنيو التجمعية. في أبريل حضر بولك مراسم تخرج مدرسة بيجللو المسائية في جنوب بوسطن، وفي مايو تم انتخابه مرة أخرى كرئيس لكنيسة المجتمع التي كانت تقع حينها في 6 شارع بايرون.
رغم أن السنة غير معروفة، فمن المعروف أن بولوك حضر مأدبة عشاء أقامها البهائيون على شرف لودميلا بيختولد، كما كانت تُعرف آنذاك، وقد نشأت بينهما صداقة – وقد حدث ذلك بينما كان بولوك يشغل منصب رئيس كنيسة المجتمع. ومن المحتمل أن هذا الحدث وقع في منتصف الثلاثينيات من القرن العشرين. بعد تبادل أولي للأسئلة، شجّعته بيختولد على قراءة كتاب الدين من مفاوضات عبد البهاء، وزار هو وزوجته السيدة بولوك مدرسة غرين أكر البهائية، (غرين أكر)، وربما كان ذلك لحضور أحد اجتماعات مؤتمر الأُلفة العرقية السنوي. ومن المعروف أيضًا أنه حوالي عام 1929 التقت البهائية دوريس مكاي به لفترة وجيزة ومعها رسالة تعريفية من جيمس هوبرت، سكرتير فرع هارلم لرابطة التحضر القومية، إلا أن استقباله لها كان بارداً.
في سبتمبر تراس بولك، كرئيس لكنيسة المجتمع، المؤتمر السنوي الثاني للعاملين في الكنيسة الداعمين للعمل الاجتماعي. استمعت لجنة الإفراج المشروط أيضاً إلى قضية أخرى لقاتل طلب الإفراج المشروط. في أكتوبر، أشرف بولك على اجتماعات في كنيسة المجتمع كرئيس وأيضاً في كنائس أخرى. أصبحت إحدى الاجتماعات مثيرة للجدل حيث اقتحم الشيوعيون الاجتماع واستولوا عليه بقوة الأعداد. في نوفمبر، استمعت لجنة الإفراج المشروط إلى قضية أخرى لقاتل. في ديسمبر، انضم بولك إلى بيان المجلس بعدم سماع استئنافات "المجرمين المتكررين والمعتادين" بعد أعمال شغب في السجن بين العديد من غير المؤهلين للإفراج المشروط. من ناحية أخرى، تم الإفراج المشروط عن مُفتعل حريق بناءً على توصية واسعة باستثناء رجال الدين. تم تصوير بولك أثناء شهادته أمام لجنة الإفراج المشروط إلى مجلس الحاكم حول الحاجة إلى وجود لجنة الإفراج المشروط التي كانت تفكر في إنهائها، رغم أن المجلس أقر تغييراً موصى به في قانون الأحكام. كان القلق يتعلق بصرامة لجنة الإفراج المشروط كونها سبباً لأعمال الشغب في السجن مؤخراً. تم تجاهل الوضع إلى حد كبير بحلول أواخر يناير 1936 بين خلافات بين الديمقراطيين.
حضرت السيدة بولوك حفلاً موسيقياً لجمع التبرعات أحيته ماريان أندرسون لصالح مركز مجتمع كامبريدج في فبراير. استمرت اجتماعات الكنيسة المجتمعية مع بولوك كرئيس. في أوائل عام 1936 رفضت بولوك الخدمة في مجلس إدارة فرع NAACP في بوسطن. في مارس كانت بولوك من بين قادة الكنائس في المنطقة الذين خاطبوا مؤتمراً للشباب التابع لمجلس شباب اتحاد كنائس بوسطن الكبرى حول "المسيحية والحواجز العرقية". بعد حوالي أسبوع تحدثت بولوك حول مشكلة العرق لمؤسسة ويسلي في كامبريدج. ومن المعروف أن البهائي الأمريكي الأفريقي المعروف لويس جريجوري ألقى محاضرات في بوسطن في أكتوبر ونوفمبر. في هذه الأثناء كان من المقرر انتهاء فترة بولوك السنوية في مجلس الإفراج المشروط في ديسمبر وكانت حكومة الديمقراطي جيمس مايكل كيرلي الجديدة جزءاً من قوائم معلنة على نطاق واسع في الولاية. كانت هناك مناقشات بين الديمقراطيين حول من سيشغل المنصب. وتم تعيين البديل في نهاية ديسمبر، وكانت هذه الحالة لا تزال تثير الأخبار في أبريل ومايو.
كان بولوك قد شغل المنصب منذ عام 1927 ومعظم فترة الكساد الكبير، حتى التغيير في الأحزاب السياسية التي تسيطر على المكاتب.
بينما كان كل ذلك يتغير، تم تعيين بولك عضوًا في مجلس مركز بوسطن للتعليم المستمر في يناير 1937. كان آل بولك حينها أيضًا من بين الحضور في استقبال مود رويدن من لندن. في فبراير، تحدث بولك دعمًا لكلارنس سكينر، وتم تعيينه في لجنة للتحقيق في طرق تعزيز إعادة توظيف السود في الولاية (بعد الكساد الكبير). في مارس، تم تعيين بولك ليحل محل في وزارة الإصلاحيات مع أنه لا يزال يعيش في روكسبري مع عائلته. وفي تلك الليلة، أُعلن عن حضور بولك لحفل تكريم مقرر في منتصف أبريل في كامبريدج. وبعد أسبوع، تحدث في الاجتماع المسائي لمؤسسة ويسلي في كنيسة إبوورث الميثودية الأسقفية. في مايو، حضر بولك مرة أخرى مؤتمر شباب بوسطن، وفي يونيو، تم تعيينه مرة أخرى عضوًا في مجلس مركز التعليم المستمر. في أكتوبر، حضرت السيدة بولك حفل شاي للكنيسة المجتمعية لصالح رابطة النساء الدولية. ثم تم تعيين بولك نائبًا لرئيس الكنيسة المجتمعية ومقرر أن يلقي خطابًا في كنيسة المجتمع في شمال كامبريدج. في هذه الأثناء، تحدث بولك علنًا عن خطط رئيسه الجديدة لميزانية وزارة الإصلاحيات وتم تعيينه لقيادة القسم المسؤول عن فصل المجرمين الخطيرين عن الآخرين. في نوفمبر، تم تعيين بولك كنائب أول لرئيس رابطة الحضرية في بوسطن، وحضر استقبال أوميغا بسي فاي المصنف كقائد للكنيسة المجتمعية. في ذلك الشتاء، تم تعيين بولك مديرًا إقليميًا لجمعية المحامين الوطنية.
في يناير 1938 كان بولوك من بين المتحدثين في حدث ليلة ألعاب القوى في كامبريدج. في فبراير تحدث بولوك حول قضية العرق في أمريكا في الاجتماع المسائي لنادي الأحد مساءً لكنيسة كامبريدج المعمدانية. في أبريل تحدث بولوك في تجمع للمعمدانيين في مالدن، وحضر جنازة زميل في مجلس الإفراج المشروط. في مايو تم إدراجه كنائب رئيس للكنيسة المجتمعية كأحد المتحدثين في معرض عن الدعاية غير الأمريكية. بقية العام مضت بعد ذلك دون ذكر أي إشارة إلى بولوك التي تم العثور عليها في الصحف.
في فبراير 1939 ترأس بولوك عشاء حُسن نوايا بين الكنائس. فاز ابنه أيضًا بمنحة لحضور الكلية في ولاية مين ذلك الشهر. في مارس، شملت قائمة بأعضاء رابطة الحضر، الجمعية الوطنية للنهوض بالملونين، وآخرين، بولوك لدعم تمرير مشروع قانون لإنهاء التمييز في المرافق العامة. تم تسمية بولوك عضوًا في لجنة مكونة من 100 فرد لمحاضرة إدوارد بينش في المدينة بعد فراره من احتلال ألمانيا النازية في العام السابق. في مايو، حضر آل بولوك حدثًا اجتماعيًا بارزًا في نادٍ حصري. في وقت ما خلال السنة خدم بولوك في مجلس إدارة الجمعية الوطنية للنهوض بالملونين في بوسطن، وساعد أيضًا في تسجيل جمعية قيد التكوين لجمعية النساء السود التجميلية لدى الولاية. في يونيو تم الإشارة إلى ابن آل بولوك في كلية بودوين في ولاية مين. في أغسطس تم تسمية بولوك مستشارًا لمجلس جمعية صموئيل كولريدج تايلور الموسيقية بمناسبة الذكرى العشرين لتأسيسها.
يناير 1940 دعي بولك إلى احتفال مركز كامبريدج المجتمعي بالرياضة مع شخصيات سياسية بارزة. بعد بضعة أيام، عقدت كنيسة المجتمع عرضًا عن تاريخ الكنيسة مشيرة إلى أن الجماعة انتخبت رئيسًا أسود بسبب صفاته وتنوعه، لكنها لم تذكر اسمه أو تعده عضوًا. بعد بضعة أيام، تحدث بولك في اتحاد أندية جروتون لأعضاء الأندية المحلية. في فبراير كان بولك من بين القادة الحاضرين لمؤتمر الحريات المدنية. في مارس جاءت الأخبار عن تخرج ابن بولك من كلية بودوين وكان متحدثًا في الحفل؛ حيث تخرج بامتياز مع مرتبة الشرف.

### انضم إلى الديانة البهائية
تعداد الولايات المتحدة لشهر أبريل 1940 يظهر أن عائلة بولوك تعيش في منزل تمتلكه في شارع مونرو بقيمة حوالي 3000 دولار (حوالي 56000 دولار في 2021.) لقد أنهى دراسته للحصول على درجة جامعية لمدة 4 سنوات بينما كان ابنه في سنته الثالثة في الجامعة وكانت ابنته في سنتها الثانية. كانوا يعيشون في نفس المكان كما في أبريل 1935. كان حينها مساعد مفوض في إدارة الإصلاحيات ويتقاضى 4375 دولاراً في السنة السابقة، (حوالي 82 ألف دولار في 2021.)
بولك لاحقاً سمى بختولد "أمه الروحية" عندما اعتنق الدين البهائي في عام 1940. السجل المكتوب الوحيد لاختيار بولك، الذي ذكر في عام 1966، يقول إن التميز في أن الدين لا يوجد فيه رجال دين كان مهمًا له. عضوية بولك في المنظمات السياسية والدينية الأخرى كانت قد خضعت لتغييرات بالفعل، حيث كان قد استقال بالفعل من الوضع النشط للحزب السياسي في عام 1934، وهو معيار كان جارياً في عملية الترويج بين البهائيين أيضًا. في 1939-1940 كان هناك 3 مجالس، وهي الهيئة الإدارية المحلية لمجتمعات البهائيين، في الولاية - بوسطن، سبرينجفيلد وورسيستر - بالإضافة إلى ثلاث مجتمعات بها مجموعات مسجلة من البهائيين يتراوح عددهم بين 2 و9 بالغين، وخمسة بهائيين منعزلين (بما يعادل حوالي 47 بهائيًا في الولاية). بحلول 1943-4 كانت بوسطن واحدة من 37 مجلسًا في الولايات المتحدة التي دُمجت وكان المجمع الوحيد في ماساتشوستس. كان هناك خمسة مجالس في ماساتشوستس 1943-4: بيفرلي، بروكلين، بوسطن، سبرينجفيلد وورسيستر، 22 مجموعة مسجلة، و18 موقعاً بها بهائي واحد فقط بما في ذلك إيفرت بما يقدر بحوالي 150 بهائيًا في الولاية وكان هناك حوالي 2500-4000 بهائي في البلاد بأكملها.
ظهر آل بولوك مرة أخرى في أكتوبر 1940 بين الحضور في حفل استقبال خُصص لخطاب رولاند هال شارب، وهو مراسل لجريدة كريستيان ساينس مونيتور وكان قد كتب تقارير عن الفاشية في أمريكا الجنوبية. في نوفمبر، كانت كاثرين واضحة في مساعدتها بفعالية لجمع التبرعات لعيد الشكر لصالح رابطة النساء الدولية. وفي ديسمبر، ترشح بولوك لمنصب نائب الرئيس في جمعية القانون في ماساتشوستس.
في فبراير 1941 ألقى بولوك محاضرة في كنيسة إيفرت الأولى التجمعية، وقدم محاضرة أخرى كجزء من حفل استقبال لرئيس معهد بالمر التذكاري في نورث كارولينا شارلوت براون. في مايو كان بولوك مسؤولاً عن المراسم في حفل تأبين لإدوارد دوجر. كان معروفًا أن بولوك كان في نيويورك في منتصف يونيو، لكن لم يعرف ما الذي كان يفعله. في أغسطس كان من ضمن الرياضيين السود المعروفين، بينما كان هو نفسه من بين المتحدثين الرئيسيين في مدرسة غرين آكر البهائية خلال مؤتمر الألفة العرقية السنوي، إلى جانب لويس غريغوري، قائد NAACP ومحرر مجلة The Crisis روي ويلكينز، ودوروثي بيتشر بيكر. في ديسمبر ألقى محاضرة للشباب في كنيسة كوبلي في بوسطن خلال موسم المجيء، وفي كنيسة ميثودية، في أعقاب أخبار الهجوم على بيرل هاربر.
في منتصف يناير، 1942، انضم بولوك إلى حملة جمع تبرعات لمركز التعليم للكبار. في مايو كان مرئياً بعد ذلك وهو يلقي محاضرة بعنوان "الزنوج والأزمة الحالية" في غداء مركز التعليم للكبار في بوسطن الكبرى. في أغسطس، أُدرج بولوك كنائب رئيس لرابطة حضرية بوسطن، وكان الموقع الرئيسي على خطاب نُشر في بوسطن غلوب يدعم برنامج لجنة الجنود والبحارة في بوسطن لبرنامج ترفيهي للمدينة. كان بولوك أيضاً عضواً في اللجنة الوطنية للرابطة الحضرية في 1942-3. في غضون ذلك، ترأس بولوك برنامج الأحد لمؤتمر الألفة العرقية في جرين أكري في أوائل أغسطس، حيث قرأ مقتطفات من أحاديث 'عبد البهاء، من عام 1912، وعلى بعض النقاط عن تاريخ الأمريكيين من أصل أفريقي، وعن كيف كان شرفاً له أن يكون في التجمع ويشارك أنه قد قرأ عن تعاليم البهائية لعدة سنوات. وشمل مقدمو العروض الآخرين الأمريكي الأفريقي والبهائي من بوسطن مابري أوغلسبي، لودميلا بختولد، هوراس هولي، ودوروثي بيتشر بيكر. في أكتوبر، كان بولوك من بين جمعية قانون ماساتشوستس في موكب القداس الأحمر. في وقت لاحق من الشهر، أُعلن أن بولوك سيخدم في لجنة حكومية تراجع الحواجز أمام توظيف السود وتقديم تقرير إلى الحاكم ليفريت سالتونستول، مدرجاً كعضو في إدارة تصحيحات الولاية. في ديسمبر من ذلك العام، أُدرج بولوك أيضاً كمسؤول في جمعية قانون ماساتشوستس.
في يناير 1943، ألقى بولوك محاضرة عن العلاقات العرقية في كنيسة ميثودية. في أبريل، تم ترشيح بولوك مرة أخرى لمجلس الإفراج المشروط في الولاية. وذكرت المقالة البيوغرافية أنه كان نائب رئيس رابطة بوسطن الحضارية، وعضواً في لجنة جنود وبحارة USO، ونائب رئيس جمعية المحامين في ماساتشوستس، ورئيساً سابقاً لكنيسة المجتمع، وعضواً في مجلس مركز بوسطن للتعليم الراشد، وتخرج من مدارس إيفريت وكلية دارتموث وكلية الحقوق بجامعة هارفارد، ودرّس في الجنوب، وحاول الخدمة في الحرب العالمية الأولى لكنه مُنع بسبب "قلب رياضي" وعمل بدلاً من ذلك مع برنامج الحرب جمعية الشبان المسيحيين ، وخدم كمساعد للنائب العام جاي بنتون، وعضو في مجلس الإفراج المشروط الذي رشحه الحاكم فولر، وعُيّن في وزارة التصحيح في عام 1937 وأن ابنه تخرج بمرتبة الشرف من كلية بودين والآن يخدم كجندي في فورت ديفينز بينما كانت ابنته أمينة مكتبة في معهد فرجينيا هامبتون، كما كان يُطلق عليه آنذاك. تم تأكيد ترشيحه، وكان راتبه 4500 دولار في السنة، (حوالي 68000 دولار في دولارات 2021.) في مايو تحدث بولوك إلى مجموعة شبابية في كنيسة أونيتاريان في إكستر نيو هامبشاير حول "مشكلة العرق والديمقراطية". في يونيو تم تذكره في قائمة لخريجي هارفارد السود الذين شملت أيضاً ليسلي بينكني هيل ولكن لم يتم ذكر الان لوك. في أغسطس قام بولوك بتدريس فصل بالمشاركة مع بختولد حول ظهور العدالة الإلهية في جلسة الصيف في جرين أكري ذلك العام. في سبتمبر كان بولوك موضوع مقال بيوغرافي آخر كمفوض للإفراج المشروط للدولة، ومدرب كرة قدم جامعي، ونجاحه في كلية دارتموث. في أكتوبر تم إدراجه مرة أخرى كنائب رئيس لجمعية المحامين في ماساتشوستس. تزوج ابنهما في نيويورك في نوفمبر، وكان بولوك ممثلاً مشاركًا في خدمة كنيسة A.M.E. في روكسبوري. كان منصب بولوك في مجلس الإفراج المشروط على وشك التجديد في يونيو 1944. اختتم العام بذكر بولوك في اللجنة التنفيذية لحل قضايا سياسة دمج USO عندما رفض نادي USO الدمج، وكان من المتحدثين في حفل استقبال استضافته الكنيسة المعمدانية تكريماً لـ ويليام هاستي.
في فبراير 1944، حضر بولوك حفل استقبال مركز الخدمات المتحدة في نادي الأصدقاء، وكان من بين العديد من أعضاء نقابة المحامين الذين تحدثوا في مأدبة غداء للقاضي ف. إليس ريفرز. في الواقع، أعيد ترشيح بولوك لمجلس الإفراج المشروط في يونيو. في أغسطس، ألقى بولوك محاضرة بعنوان "إلى الأمام في مسيرة الإنسانية" مع البهائية تراه كاوارت سميث من أتلانتا وسط انعقاد مؤتمر المحبة العرقية في جرين آكر. تحدث عن تجربته في الحرب العالمية الأولى ساعياً لتحقيق العدل والإنصاف ولكنه أُحبط بشدة وأن المشكلات الاجتماعية لم تزد إلا تفاقماً، لكنه شعر بسعادة غامرة لمعرفته بالدين البهائي. عندما عاد إلى وطنه، ترأس بولوك اجتماعاً حول وحدة الأعراق في بوسطن في نوفمبر الذي استضافته البهائيون وكان من بين المتحدثين هارلان أوبر. في نوفمبر، تم ترشيح بولوك لمنصب رئيس مجلس الإفراج المشروط. أشير في صحيفة محلية إلى أنه كان أعلى منصب في حكومة الولاية يشغله شخص ملون عن طريق التعيين عندما تم تسميته رئيساً لمجلس الإفراج المشروط. في ديسمبر، كان بولوك عضواً في لجنة مؤتمر ولاية البهائيين في ماساتشوستس لانتخاب مندوبها للمؤتمر البهائي الوطني القادم. كما ألقى محاضرة في سبرينغفيلد مشيراً إلى أهمية قبول "الحقيقة الثابتة بأن الإنسانية هي واحد" والعنصرية باعتبارها "المسألة الأكثر تحدياً لأمريكا"، وهي عبارة كان شوقي أفندي بصفته آنذاك رئيسًا للدين قد قدمها في عام 1938 في ظهور العدل الإلهي. كما شغل بولوك منصب رئيس المحفل الروحاني للبهائيين في بوسطن خلال بعض السنوات غير المعروفة منذ عام 1940.
في يناير 1945 ألقى بولوك محاضرة في إبسويتش بعنوان "الزنجي ومكانته في الديمقراطية اليوم". كما كان ظاهرًا بين مجموعة تدعم دراسة لمحكمة الإصدار. في فبراير ألقى بولوك محاضرة في فعالية لجمع التبرعات لكنيسة المجتمع، وانتخب أيضًا لمجلس إدارة الرابطة الحضرية الوطنية. كما تم الإعلان عن تعيين بولوك في لجنة ماساتشوستس لتطبيق قانون ممارسة التوظيف العادل. في مارس وقع بولوك توصيات للحد من/تنظيم مبيعات الكحول "بتحفظات"، (القانون نظم ولكنه فتح الباب لمزيد من الشرب.) في يونيو كان بولوك من بين رعاة معهد نيو إنجلاند للعلاقات الدولية في مدرسة فليتشر للقانون والدبلوماسية في كلية تافتس. توفيت كاثرين زوجة بولوك في 10 أغسطس. أبناءه منذ زمن بعيد مضوا في حياتهم الخاصة، وهو الآن وحيدًا، بعد شهر ذهب في استقصاء المحيط الهادئ للأمين البحرية جيمس فورستال آنذاك، كأحد عدة أشخاص يجولون حول تقدم الأوضاع العرقية في الجيش، مع هاري مكألبين. كان بولوك مرة أخرى في بوسطن لحضور استقبال تكريماً لجوليوس إي. وارين في منتصف أواخر نوفمبر. ربما في ديسمبر، ترأس بولوك اجتماع بهائي بوسطن حول السلام العالمي. دافع بولوك، متحدثًا كرئيس لمجلس الإفراج المشروط، عن قرارات المجلس من تعليقات القس روبنسون بتفصيل خلفية المدان الذي اشتكى إلى روبنسون. في فبراير تحدث بولوك نيابة عن مجلس الإفراج المشروط عن النساء التابعات للمخيمات في المناطق العسكرية، وعن قرارات أخرى في مارس، ثم في يوليو. من بين هذه الأمور كان بولوك أيضًا مع اجتماع المجلس العرقي بين الأعراق في ألباني في أبريل، وعلى إذاعة WBZ في 23 مايو كجزء من برنامج متعدد في العرض. عمل بولوك تحت رئاسة لويس غريغوري في لجنة الوحدة العرقية للجمعية البهائية الوطنية لعام 1946-7 بينما كانوا يخططون لثلاثة مشاريع للسنة - ندوة كبيرة حول موضوع الألفة العرقية، والمشاركة في مؤتمرات كبيرة أخرى تتناول مشكلات التحيز وخلق كتيب حول القضية والدين. في أغسطس كان بولوك متحدثًا في مؤتمر نيو إنجلاند حول الإفراج المشروط. في أوائل نوفمبر كان بولوك متحدثًا في اجتماع للبهائيين وهذا العام كان مقررًا لإلقاء محاضرة للمجتمع البهائي للاحتفال بميلاد البهاء في بينجهامتون. حدثت تغطية صحفية وإذاعية على WNBF هناك بحضور 175 شخصًا، منهم 40 فقط كانوا بهائيين. بعد حوالي أسبوع كان بولوك علناً يدافع عن قرار مجلس الإفراج المشروط في قضية، ثم تحدث عن سياسة مجلس الإفراج المشروط المعارضة لمطالب إضراب السجناء الجلوس. في ديسمبر حدثت تغطية إخبارية تفيد بأن بولوك تعرض لهجوم خلال مقابلة مع أحد المشمولين بالإفراج المشروط والذي تم ترديده إقليمياً.
في يناير 1947، أيد بولوك برنامج منحة دراسية لبعض السجون للسماح للسجناء المختارين بحضور دروس مدرسية. ثم تم اقتباس تصريحات بولوك عن لجنة الإفراج المشروط بخصوص السجون والأحكام وضرورة مراجعات نفسية للسجناء. في فبراير، حضر بولوك استقبالًا، وتم تسميته أيضًا كجزء من لجنة وطنية لجمعية دراسة حياة وتاريخ الأمريكيين الأفارقة لحملة انضمام خلال ما كان يعرف آنذاك بأسبوع تاريخ الزنوج. اختتم الشهر بأخبار ولادة حفيدة لبولوك. في مارس، علق بولوك في الأخبار عن أعمال لجنة الإفراج المشروط بشأن الضغوط للإفراج عن السجناء. في ذلك الشهر، تم قبول ابن بولوك في نقابة المحامين في ماسachusetts. أشار المؤتمر الوطني البهائي لأبريل-مايو 1947 إلى حكاية عن مجموعة شبابية تسير معاً كمجموعة عرقية مختلطة في لوس أنجلوس وتم إيقافها ومضايقتها من قبل الشرطة وكان بولوك مندوباً من ماس Massachusettsachusetts في ذلك العام. صرح بأن "السير معاً ليس غير لائق" في مواجهة التعليقات في المؤتمر التي اقترحت الحذر وعدم معارضة معايير المجتمع وجذب انتباه الشرطة. في يونيو كان هناك إعلان بهائي عن محاضرة لبولوك في مركز المجتمع. بعد بضعة أسابيع، تحدث بولوك عن "وعي المواطنة العالمية” في الاجتماع البهائي الـ 35 "تذكار" في تينيك، نيو جيرسي، إحياءً لذكرى حديث 'عبد البهاء في 1912. في يوليو ذكر أن بولوك كان عضوًا في الجمعية الروحية للبهائيين في بوسطن وتم ترقيته للتو إلى مجلس الجمعية الوطنية للإصلاح. في أكتوبر، تحدث بولوك عن الجريمة في مؤتمر السجن الذي عقدته نادي النساء الجمهوريات في ليكسينغتون. دعا بولوك إلى إصلاح في نظام السجون خاصة فيما يتعلق بخلط القصر مع المجرمين القساة. في نوفمبر، بدأت التغطية لعريضة العفو عن نوكسون والتي استمرت لأكثر من عامين - وهو محامٍ كان قد قتل ابنًا وُلد بمشاكل طبية تسببت في عرقلة النمو العقلي.
في يناير 1948 ظهر بولوك على WNAC-TV يتحدث عن سياسات مجلس الإفراج المشروط. وبعد بضعة أيام كان هناك خبر أن بولوك كان في لجنة لجمع التبرعات لدراسة مقرها نيويورك تركز على الاحتياجات الطبية للأمريكيين من أصل أفريقي في هارلم. في فبراير تحدث بولوك بصفته رئيس مجلس الإفراج المشروط وقال إن القانون المتعلق بخدمة النساء في بعض الظروف للدولة يجب أن يُلغى. في مارس عمل كمنسق لاجتماع بهائي في جامعة براون في بروفيدنس، رود آيلاند. مع اقتراب منتصف أبريل ألقى بولوك محاضرة في مركز بوسطن البهائي تحت عنوان "الوحي البهائي”. في أوائل مايو قدم محاضرة في منتدى عام في أكرون، أوهايو، بعنوان "هل هناك حل لمشاكل الأمة العنصرية؟”. بعد بضعة أسابيع شهد بولوك على احتياجات مجلس الإفراج المشروط للحكومة. في يونيو تم تصوير ابنة وحفيدة بولوك في أخبار ديترويت مع نبذة موجزة عنها؛ حيث كانت خريجة سيمونز وكلية فيسك وزوجها كان معلمًا في ديترويت. في غضون ذلك كان بولوك من بين الكثيرين الذين دعموا علنًا توماس ادموند ديوي للرئاسة في تغطية المجتمع الأفريقي الأمريكي. في أغسطس تحدث عن نصيحة مجلس الإفراج المشروط ضد قضية إفراج مشروط، وكان جزءًا من لجنة تنظيم مؤتمر حول منع الجريمة. انتهى الشهر بتغطية له وهو يتحدث في المؤتمر عن كيف أن العقوبة البسيطة لنظام السجن لم تقلل من معدل الجريمة، ودعمه لبرامج إعادة دمج السجناء في المجتمع حيث أن معظم السجناء كانوا يتم الإفراج المشروط لهم بطريقة أو بأخرى. في سبتمبر كان بولوك الثاني في الترتيب في الانتخابات الفرعية ليحل محل المتوفي جورج لاتيمر في الجمعية الروحية الوطنية للبهائيين في الولايات المتحدة بعد ليروي إيواس وكاثرين ترو. في الانتخابات البهائية المحلية والوطنية، على النقيض من القاعدة العامة في أمريكا، لا يوجد عملية ترشيح، ولا انتخاب مسبق، في الانتخابات البهائية. في أكتوبر تحدث بولوك عن حالة إفراج مشروط ملغاة. انتهى الشهر بذكر بولوك كعضو في دعم جمع التبرعات لحملة الريشة الحمراء للإغاثة والمساعدة المجتمعية. في نوفمبر أُعلن أن منصب بولوك المُعين سينتهي في أبريل. في وقت لاحق من هذا الشهر قدم محاضرة في مركز بوسطن البهائي بعنوان "محبة الله للبشرية”. في ديسمبر جاءت أخبار عن جلسة استماع لمجلس الإفراج المشروط عن قضية.
يناير 1949 جاءت الأخبار عن قضية إفراج مشروط أخرى علق عليها بولوك. في مارس ألقى محاضرة في مركز البهائي عن "الدين التقدمي"، وعلق على قضية إفراج مشروط أخرى. في منتصف الشهر تحدث بولوك عن مسألة النساء في لجنة الإفراج المشروط حيث كانت القضايا في الغالب للرجال وكانت بعض القضايا قاسية ولكن إذا تم تمرير القانون الذي يتطلب مشاركة النساء فلن يعترض على ضمان وجود النساء في اللجنة. وختامًا لشهر مارس، كان هناك تغطية صحفية لمعارضة بولوك لمراجعة لجنة الإفراج المشروط للأحكام بالسجن المؤبد. انضم بولوك في مارس وبداية أبريل إلى تمثيل متنوع دوليًا للدين البهائي في اجتماع الأمم المتحدة في ليك ساكسس للمؤتمر الدولي الثالث للمنظمات غير الحكومية الذي أدى إلى مشاركة البهائيين في لجنة لتنظيم فعاليات أخرى. برفقة بولوك جاءت ميلدريد متحدة وهيلدا ين وآخرون. في مايو حصل بولوك على ثاني أعلى عدد من الأصوات بعد تسعة أعضاء المحفل الروحاني الوطني في المؤتمر الوطني - ويجب التذكير مرة أخرى أن الانتخابات البهائية لا تتضمن حملات انتخابية. بعد بضعة أيام أُعلن أن بولوك سيكون من أعضاء هيئة التدريس في غرين أكر في مايو ويونيو. وسط هذه الأحداث ألقى بولوك محاضرة في مركز البهائي في بوسطن عن "لماذا أنا بهائي”. تم ذكر بولوك في غرين أكر في بداية يونيو، وهناك محاضرات أخرى في المنطقة أيضًا. بعد ذلك بفترة وجيزة كان هناك تعليق لبولوك على قضية إفراج مشروط، واختتم يونيو بإعلان أن تعيينه في لجنة الإفراج المشروط قد انتهى فعليًا في 2 يونيو. على الرغم من هذا الانتهاء، لم يُستبدل بعد وتم نقله في الأخبار عن قضية أخرى جلبت أيضًا انتباهاً وطنياً. في وقت ما خلال العام السابق كان بولوك في سبرينغفيلد يلقي محاضرة للبهائيين أيضًا. ظلت الأخبار حول منصب بولوك في لجنة الإفراج المشروط غير مؤكدة، وكان لا يزال يعمل كرئيس للجنة الإفراج المشروط في أغسطس. في سبتمبر تحدث بولوك، مع ملخص سيرة ذاتية يلاحظ فيها حياته كمحامٍ ونائب رئيس رابطة بوسطن الكبرى الحضرية، وعضو في المجلس التنفيذي لجمعية قانون ماساتشوستس، وعضو في الرابطة الوطنية للاحتمال والإفراج المشروط، وخدمة في الحرب العالمية الأولى، ووصي سابق لمنظمة اتحاد الخدمات المتكاملة في بوسطن الكبرى، وعضو في مجلس مركز التعليم للكبار، في منزل فورمان في إيفريت للبهائيين. حضر الاجتماع مئة شخص جاءوا من أماكن بعيدة مثل مدينة نيويورك ووست تشيستر، بنسلفانيا. في أكتوبر كان بولوك جزءًا من سلسلة اجتماعات في مركز البهائي بوسطن للخريف، واستمر في التعليق على قضايا الإفراج المشروط كرئيس للجنة. وأخيرًا قبل نهاية أكتوبر تم تسمية بديله في لجنة الإفراج المشروط. في غضون ذلك ألقى بولوك محاضرة بمناسبة يوم الأمم المتحدة بعنوان "الأرض وطن واحد”، وما زال يعبر عن معارضته لمشروع قانون لإصلاح عقوبات السجن كرئيس. مع تقاعده الوشيك، ذكر بعض المقابلات التي نشرت في جريدة صنداي بوست وأتلانتيك منثلي.

### متقاعد ورائد بهائي
أخيرًا تم تأكيد بديل بولوك في مجلس الإفراج المشروط في نوفمبر 1949. وسرعان ما اختار أن يصبح رائدًا في هايتي وأن يكون مروجًا متجولًا للدين في منطقة الكاريبي بناءً على طلب من الجمعية الروحية الوطنية في الولايات المتحدة مع أخبار في صحف بوسطن، تلاها ذكر في أخبار البهائي. بحلول مايو 1950 تم إدراجه كرائد في هايتي، وبحلول يوليو شارك بولوك في مؤتمر بهائي في بنما حيث جمع مقدمي العروض من جميع أنحاء المنطقة مع الإشارة إلى أنه جاء من بورتو برنس. عاد إلى بوسطن في ذلك الصيف وألقى محاضرة بعنوان "الأمن عبر الدين" في مركز البهائي، وعاد إلى هايتي حيث تم إدراجه مع زوج آخر من الرواد البهائيين.

### عودة إلى الولايات المتحدة
عاد بولك إلى أمريكا في أغسطس وظهر لأول مرة كمشيع فخري، وكتب رسالة إلى المحرر عن لاجئ نازي وشيوعي. في سبتمبر كان يُنهي العمل الذي بدأه في ديسمبر في هايتي. في أكتوبر ترأس بولك اجتماعًا للبهائيين في بوسطن مع جمهور غير بهائي يمثل الأغلبية وبلغ عددهم 120. في أواخر أكتوبر خدم بولك في لجنة جمع التبرعات لجمعية عيد الفصح في بوسطن. في نوفمبر قدم بولك حديثًا لمجتمع بوسطن بمناسبة ميلاد بهاء الله بعنوان "بهاء الله، مسيح القرن التاسع عشر". تذكر بولك مؤتمر البهائيين في أمريكا الوسطى والمكسيك وجزر الأنتيل في أوائل أبريل 1951 مسلطاً الضوء على نقطتين - الأولى النظام العام للمؤتمر والثانية وضوح الفضائل الروحية بين المندوبين. ثم حضر بولك المؤتمر الوطني للولايات المتحدة كأحد ممثلي ماساتشوستس مع آخرين بمن فيهم هارلان أوبر. المقال الذي غطى هذا أشار إلى أخبار أخرى عن بولك وأنشطته القادمة: كان رئيسًا لمجلس البهائيين في بوسطن ولجنة التعليم الإقليمية للبهائيين في ماساتشوستس؛ وذهب في جولة محاضرة في يونيو في سالم، بيفرلي، هاميلتون، إيبسويتش وغرين أكر. كما تم تعيينه للتو في لجنة بهائية وطنية تركز على شرق وغرب أفريقيا، وسيحضر تدشين مؤتمر مدينة بنما وانتخاب الجمعية الوطنية الإقليمية الخاصة بهم في ليما، بيرو. كان الظهور التالي لبولك في الأخبار كمتحدث في مركز بوسطن البهائي بعنوان "رسالة جديدة ليوم جديد" وأشار إلى مساعدة البهائيين الذين يتجهون إلى أفريقيا بينما لا يزال مرتبطًا بتطوير الدين في هايتي ومنطقة الكاريبي. في يوليو قدم بولك فصلًا دراسيًا في المدرسة الصيفية البهائية في كولورادو تركز على الرواد البهائيين ثم آخر في مدرسة لوهيالن البهائية. في نوفمبر انضم بولك إلى آخرين في تقديم محاضرة "الأوضاع العالمية في ضوء الإيمان البهائي العالمي" مشيرًا إلى مسيرته في الخدمة. في ديسمبر كان مديرًا للوحة نقاش لجمعية أوميغا بسي فاي بعنوان "تأمين السلام العالمي بتعزيز الديمقراطية".
في يناير وحتى أبريل 1952 كان بولوك في كوبا لكل من مجتمعي هاڤانا وسيينفويغوس للبهائيين حتى انعقاد المؤتمر الإقليمي لانتخاب الجمعية الوطنية لأمريكا الوسطى. كان أول مندوب يصل إلى موقع المؤتمر في كوستاريكا للجمعية الروحية الوطنية الإقليمية ورفض الفندق قبوله بسبب لون بشرته. وسرعان ما قام البهائيون بترتيبات أخرى تتيح لجميع الأجناس الحضور. ربما كان هذا مؤتمر 1952.

### انتخاب المحفل الروحاني المركزي للبهائيين في الولايات المتحدة
في المؤتمر الوطني الأمريكي تم انتخاب بولوك إلى المحفل الروحاني للبهائيين في الولايات المتحدة، وتحدث في المؤتمر عن عمل اللجنة الأفريقية وعلق على الحاجة إلى الريادة البهائية في الوسائل وكذلك أهمية الحفاظ على المراسلات مع هؤلاء الرواد للمساعدة في دعم معنوياتهم. كما تم الإعلان أنه سيكون عامًا مقدسًا للبهائيين من أكتوبر 1952 إلى أكتوبر 1953 استذكارًا للتجربة الدينية الأصلية لبها الله حيث تم إدراج بولوك كعضو في المحفل الروحاني المركزي وعضو في عدة لجان وطنية - لجنة الأمم المتحدة للمساعدة في تمثيل الدين في الأمم المتحدة، ولجنة التعليم بين الأعراق لإدارة الوصول إلى الناس من اللون وفهم المبدأ البهائي لوحدة الإنسانية تحت إشراف سارة بيريرا وبالعمل جنبًا إلى جنب مع هيلين إليزه أوستين وروبرت ب. باورز، في لجنة المساعدة القانونية للمساعدة وتقديم النصح في الأمور التي أُحيلت إلى المحفل المركزي إلى جانب هيلين إلزي أوستن وهوراس هولي، ولجنة التعليم الأفريقية تحت رئاسة أوستن في سياق الحملة الصليبية العشرية. في يوليو قرأ بولوك الكلمة التي ألقاها 'عبد البهاء في بوسطن في مركز البهائي الجديد تخليدًا لذكرى الزيارة. في أغسطس تضمنت المتحدثين في جلسة صيفية في جرين أكر التي ركزت على أفريقيا بولوك وآخرين. وبحلول ذلك الوقت كان معروفًا أنه ساعد الدين في هاييتي وكوبا وكوستاريكا. في مقال بجريدة سبتمبر عن بولوك بسبب إلقائه كلمة عن الدين استذكر كيف طُلب منه بواسطة وزير البحرية فوريستال استعراض الوضع في المحيط الهادئ بعد الحرب العالمية الثانية، وبعض الشراكات السابقة والنشاط الحالي في الرابطة الحضرية. وتحدث مرة أخرى في نهاية سبتمبر في مركز بوسطن البهائي عن "الصفات المميزة للدين البهائي". في أكتوبر عاد بجولة في عدة مجتمعات بهائية لكنه بدأ مع كنيسة الأسقفية الميثودية الإفريقية حيث ألقى خطابًا للرايت ريف. إدغار آموس لوف، وذهب إلى مجتمع العاصمة البهائي حيث ذكر خطط مستقبلية للتحدث في معبد البهائي في ويلميت، والذهاب إلى مؤتمر أوغندا بين القارات في 1953. في ديسمبر تحدث بولوك في لانسنغ ميشيغان لاجتماع أوميغا بسي فاي عن "الديمقراطية - الآن أو أبدًا”. كما تحدث في مؤتمر البهائي في ولاية ميشيغان. وكان واحدًا من مندوبي ماساتشوستس إلى المؤتمر الوطني.

### الحج، فارس بهاء الله، خدمة سنة اليوبيل
في عام 1953 ذهب في الحج في البهائية قبل حضور مؤتمر البهائيين القاري في أوغندا. قال عنه: "لقد وضح لي الحارس العديد من الأمور. زيارتي له وللمواقع المقدسة هي تجارب تفوق الوصف. لا أعتقد أنني سأكون قادرًا على التعبير عما كانت تعنيه لي؛ ولا أعتقد أن أي بهائي يبقى كما هو بعد البقاء مع الحارس. أتمنى لو أن كل بهائي يمكنه أن ينعم بما نلته أنا من النعم." ثم كان في مؤتمر أوغندا مع ذكر في جريدة بيتسبرغ كوريير. هيلين إليزه أوستين وهو كانا ممثلين للجمعية الروحية الوطنية الأمريكية في المؤتمر؛ وكان عضو اللجنة الأفريقية فان سومبيك حاضرًا أيضاً. قاد بولوك ودوروثي بيتشر بيكر الاجتماع العام الثاني. كانت التغطية الإعلامية للحدث متحيزة مما أدى إلى تعليق حيوي وفرصة لتصحيح البيان. تحدثا في الحدث العام الثاني في فبراير. ترأس بولوك الاجتماع بينما ألقت بيكر محاضرة. خلال الأشهر القليلة التالية سافر بولوك في أنحاء أفريقيا بما في ذلك الكونغو البلجيكي، ثم زار ليبيريا حيث ساعد في الاتصال مع الرئيس توبمان حتى يتم إعادة البهائيين الرواد إلى وظائفهم في مستشفى والتي فقدوها في ديسمبر 1952 بسبب ظروف وارتباكات حول نواياهم واختياراتهم. كما تمت دعوة بولوك إلى عشاء دبلوماسي خاص وخاطب الجمهور عن الدين. بحلول مارس أعلن أن بولوك سيلقي جلسة نهاية الأسبوع في مدرسة لوهيلين البهائية في ميشيغان في منتصف يوليو حول "أفريقيا الجديدة". في أبريل، تم انتخابه وأوستين مرة أخرى في الجمعية البهائية الوطنية بالولايات المتحدة. هذا جزء من السنة المقدسة وافتتاح معبد بهائي في ويلميت، إلينوي. ترأس بولوك البرنامج العام مساءً الذي أقيم في معبد المدينة، شارع ن. وهابش، في 29 أبريل، ثم كان القارئ الخامس للجلسة بعد الخطاب الرئيسي لروحیة خانوم في 2 مايو وقرأ من القرآن مذكراً بقراءة لويس جريجوري في 1944: "ربنا لا تؤاخذنا إن نسينا أو أخطأنا... ربنا لا تحمل علينا إصراً كما حملته على الذين من قبلنا... واعف عنا واغفر لنا وارحمنا." كان الإعلان الكبير في ذلك الوقت عن الحملة الصليبية العشرية. كانت للحملة الصليبية العشرية هدف توسعة الخدمة للرواد، والذين كان هدفهم نشر الدين بمساعدة إقامة المجتمعات البهائية المستندة على السكان المحليين، وتوسيع أفق الأهداف لتحتوي على المجتمع العالمي للبشرية ورفع المؤسسات الإقليمية والوطنية للدين بناءً على تلك التطورات المحلية. في يوليو ألقى بولوك محاضرة في مدرسة لوهيلين البهائية حول "أفريقيا الجديدة". بحلول 31 أغسطس، أعلن ثلاثة أعضاء من الجمعية الروحية الوطنية بالولايات المتحدة عن تقاعدهم من الجمعية ليصبحوا روادًا شرفيين للحملة الصليبية العشرية: بولوك، وبيكر، وأوستين، عبر تلغراف رد عليه شوقي أفندي بتلغراف: "مبتهج للغاية بالإنجازات الرائعة لمجتمع البهائيين الأمريكيين، احترسوا من المكانة الرئيسية، وتعزيز المكانة، وتقديم مثال رائع للمجتمعات الشقيقة في الشرق والغرب. أكدوا لأعضاء الجمعية الثلاثة، وأيضاً رائد لوفوتين الشجاع، التقدير الدائم، والدعوات المحبة الحارة." في أكتوبر ألقى بولوك محاضرة مرة أخرى في بوسطن في مركز البهائي بعنوان "اصعد على خيلك". تم ملاحظة وصول بولوك إلى جزر الهند الغربية الهولندية في 20 نوفمبر 1953. كانت مكانًا جديدًا لذا تم تسميته فارس بهاء الله. كان ذلك بتأشيرة سياحية لذلك كان عليه بانتظام المغادرة والعودة إلى الجزيرة. بحلول يناير 1954، وصلت الاستقالات من الجمعية الوطنية إلى 5 بإضافة وليام كينيث كريستيان ومامي سيتو. خلال وجوده في كوراساو ألقى محاضرة في بوسطن عن كتاب بوابات إلى الحرية لهوارد كولبي إيفيس. عاد بولوك إلى كوراكاو في 6 ديسمبر 1954. ألقى محاضرة يوم الدين العالمي في بداية يناير. غادر مرة أخرى في منتصف أبريل وكان قادرًا على العودة في الخريف. تشكلت مجتمع بهائي فعال ومستقر خلال وجوده هناك بمساعدة رواد آخرين. حوالي عام 1955 أثناء الريادة في جزر الهند الغربية الهولندية، قدم بولوك أيضًا المساعدة للجمعية الوطنية الإيبيرية للتأسيس من خلال التسجيل مع الحكومة الإسبانية حتى تتمكن من إجراء الزيجات، وسافر بين مجتمعات جزر الهند الغربية الأخرى.

### الجولات والمدارس
تم تعيين بولوك في منصب مدى الحياة كمديرين لرابطة بوسطن الحضرية الكبرى في مارس 1955. عبر يوليو-أغسطس تم ذكر بولوك في اجتماعات البهائيين في فالماوث و بلايموث. في يناير 1956 زار بولوك ابنه في فيلادلفيا. في أغسطس، مشيرًا إلى تاريخه داخل وخارج أمريكا، تحدث بولوك إلى البهائيين في مارشفيلد، وبعد بضعة أسابيع علّم فصلاً في جرين إيكر مشيراً إلى أنه سافر إلى إسبانيا وكوراساو في جزر الهند الغربية. في أكتوبر ترأس جنازة آنا تاكر في آمزبري. في ديسمبر أُشير إلى بولوك في منزل فان سومبيك في دورهام، كارولاينا الشمالية، وعلى الرغم من أن المقال كان قصيراً فقد كان على الصفحة الأولى.
في يونيو 1957 كان بولوك من بين مديري منظمة ريد فيذر في منطقة بوسطن. هذا كان عام وفاة شوقي أفندي في نوفمبر. جاءت الأخبار التالية عن بولوك في يونيو 1958 عندما ألقى الخطاب الرئيسي في احتفال يوم الألفة العنصرية البهائي في هاكنساك، نيو جيرسي. تم نشر اقتباس وملخص في الصحيفة - "فقط من خلال الحضارة الروحية سنخلق انسجامًا عالميًا... الانسجام العالمي سيؤدي في النهاية إلى السلام العالمي كما وعد أنبياء الله... علينا أن نتعلم حب بعضنا البعض بدءًا من عائلتنا. إذا فعل كل شخص في العالم هذا فلن تكون هناك حروب أو نزاعات عالمية." حضر الحدث حوالي 100 شخص. في أكتوبر ألقى بولوك محاضرة في مركز التعليم في بوسطن عن موضوع "زيارات مع أشخاص مثيرين للاهتمام". كان بولوك معروفًا بزيارة جزيرة سانت توماس في ديسمبر.
في أغسطس 1959 قام بولوك بتدريس فصل في مدرسة البحائيين لورنتيان في كندا. في أكتوبر تحدث بولوك بمناسبة احتفال المجتمع بميلاد الباب في بورتسموث، نيوهامبشاير. في وقت لاحق من عام 1959 قام بولوك بجولة في أربع مدن في نورث كارولاينا متحدثًا إلى ما يقدر بـ1460 شخصًا جميعهم معًا، في دورهام، رالي، غرينزبورو، وتشارلوت تحدث في الكليات والمنازل.
في مارس 1960، ساعد في حملة جمع التبرعات لأختام عيد الفصح في بوسطن. عقد البهائيون يوماً للأمم المتحدة في أكتوبر مع ندوة حيث قال بوللوك أن إضافة الروحانية إلى أنشطة الأمم المتحدة كانت مهمة.
في عام 1960 انتقل لفترة وجيزة إلى جامايكا ثم زار كوراكاو عدة مرات حتى عام 1964 بينما كان يعيش في بوسطن. كانت صحته متدهورة وقد ساعده أعضاء من مجتمع البهائيين في بوسطن في رعايته "من خلال الأيام المظلمة من الألم والعجز" كما يصفها أوستن.
لم يكن هناك أي كلمة من بولوك لعدة سنوات. وظهر مرة أخرى في عام 1963 في رالي، كارولاينا الشمالية، ثم في غرينفيل، كارولاينا الجنوبية، قائلاً: "من أجل العثور على الحقيقة ومعرفة الله، يجب علينا التخلي عن جميع أنواع الأحكام المُسبقة”. وقد استذكرت مذكرات باهائية لقاء بولوك في هذه السنوات الأخيرة من زيارة بولوك إلى غرينفيل: "كان ماثيو، بلا أدنى شك، أكثر رجل نبيل ووقور التقيت به على الإطلاق. كان يرتدي بذلة وربطة عنق ’’كل يوم دون استثناء’’. إنه الرجل الوحيد الذي رأيته يأكل همبرغر بسكين وشوكة." في أكتوبر حضر بولوك مأدبة غداء لدارتماوث، وفي نوفمبر أشرف على جنازة باهائية في ناشوا. في ديسمبر ألقى محاضرة في يوم حقوق الإنسان والتي نظمها البهائيون بالتعاون مع فرع NAACP في كونيتيكت حيث قدم فيها نبذة عن حياته وعمله داخل وخارج أمريكا. وبعد بضعة أيام ألقى محاضرة بعنوان "صحوة الزنجي” في هارتفورد.

في أغسطس 1964 شارك بولوك في تقديم البهائيين في معهد مؤسسة بحوث الجاذبية في نيو بوسطن، نيوهامبشاير، 29 أغسطس 1964. في سبتمبر تحدث بولوك في تكريس كوخ في كامب أتووتر في ولاية نيويورك نتيجة صداقته القديمة مع القس الدكتور ويليام دي بيري. ثم عاد إلى كارولاينا الشمالية في 1965 كالمتحدث الرئيسي في مراقبة يوم الدين العالمي الذي عقد في ما يُعرف اليوم بجامعة كارولاينا الشمالية في دورهام. بين زياراته إلى دورهام تم انتخاب أول محفل روحاني محلي في دورهام والذي تضمن فان سومبيك. في وقت لاحق في فبراير استضاف فان سومبيك بولوك وقدم محادثات في المنطقة لمدة أسبوعين تقريباً. في أبريل ألقى بولوك حديث بعنوان "ما يعنيه أن تكون بهائيًا" في كنيسة المجتمع في بوسطن.

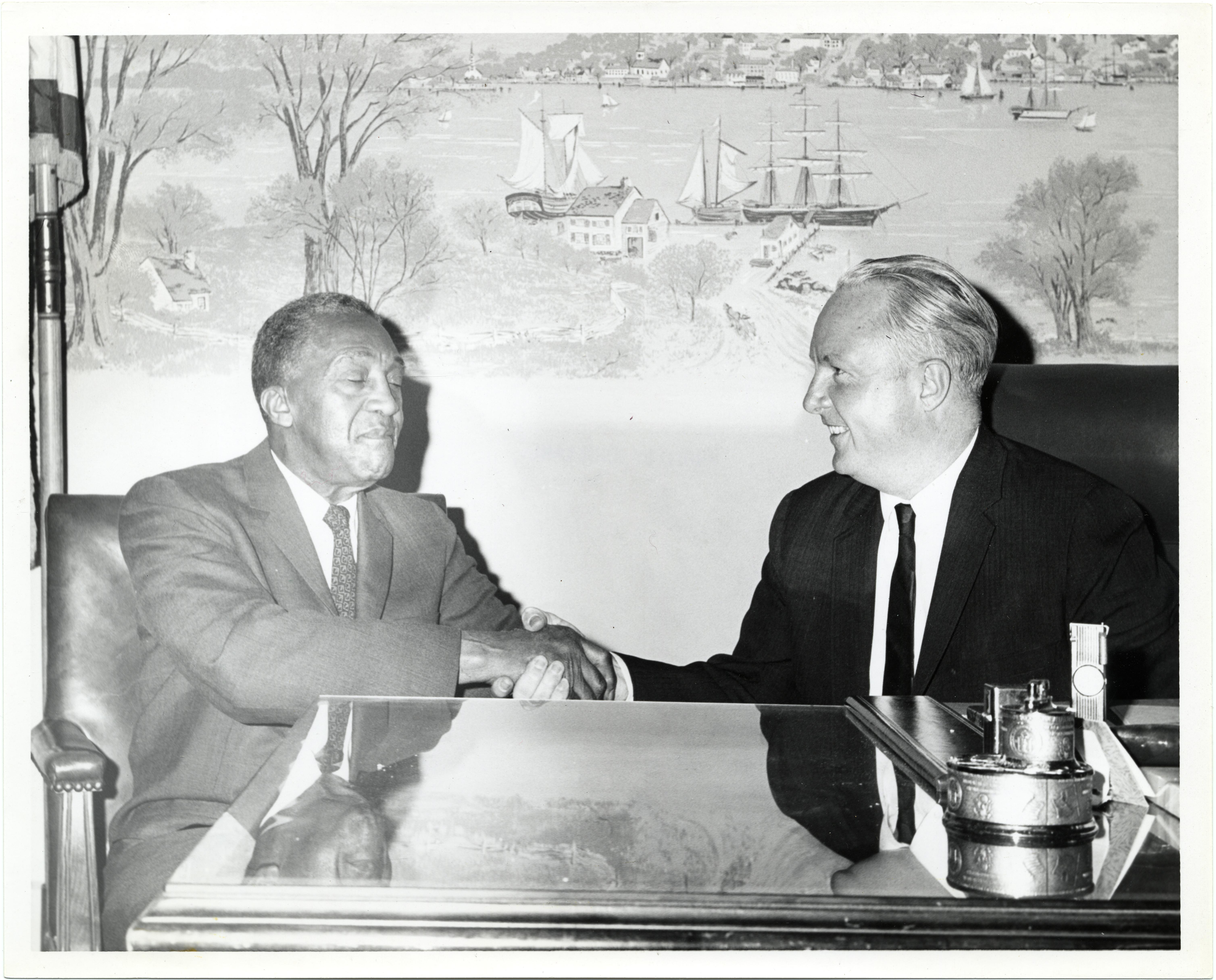
بولوك (يسار) يصافح عمدة بوسطن جون ف. كولينز بعد تعيينه في مجلس تقسيم المناطق في بوسطن

 في يونيو تم تعيين بولوك في لجنة تقسيم المناطق بعد اجتماع القس الدكتور مارتن لوثر كينغ في بوسطن مع العمدة كولينز.
في مايو 1966 تم تمييز تاريخ بولك مع اقتباسات شخصية في ذا بوسطن غلوب في سلسلة بعنوان "ماذا حدث لـ…" - بتفاصيل أكثر من السابقة المنشورة. تحدث بولك عن كيف كان قائدًا لفرق كرة القدم والبيسبول والهوكي على الجليد، ولعب كظهير أيسر في كرة القدم في مدرسة إيفريت الثانوية، وكيف أنه في كلية دارتموث كان في كرة القدم وألعاب القوى وغنى في نادي الغلي وكان قد تم ذكره في قوائم كرة القدم الأمريكية. وتذكر أنه قام بالتدريب في جامعة ماساتشوستس في أمهرست مدرسة ماساتشوستس الزراعية والميكانيكية ثم إلى مالدن. وذكر بولك أن والديه ولدا في العبودية وأن جده واشنطن سنيد قتل من قبل كو كلوكس كلان بإلقائه في بئر مهجورة وأن والدة بولك ووالدته وجدتها وجدتها كل ذلك خلال الصعود الأول للكو كلوكس كلان في نورث كارولاينا. تحدث عن أنه تم رفضه للخدمة في الحرب العالمية الأولى بسبب العمر أو ما أسماه "قلب الرياضي" وخدم عبر الـ YMCA وحضر تدشين الجندي المجهول في مقبرة أرلينغتون. وتحدث عن كيف اختار الإيمان البهائي الذي ليس له رجال دين وكيف أنه شرع في "حملة شخصية" لمدة 10 سنوات سافر خلالها للترويج للدين، وخدمة طويلة وسط ذلك حيث ساعد في تدشين المعبد البهائي في ولميت وكان يأمل بعد ذلك في الذهاب إلى الدول الاسكندنافية والبرازيل.
شقيق بولوك ويليام هنري توفي في يناير 1967. في يونيو، ظهر بولوك بين البهائيين في دورهام، كارولاينا الشمالية. في ذلك العام، انتقل ليتم الاعتناء به بواسطة ابنته في ديترويت ثم إلى دار رعاية.

### السنوات الأخيرة
شارك بولوك في كتابة مقالة سيرة ذاتية من 5 صفحات عن البهائي هارلان أوبر، مؤسس المجتمع البهائي في بوسطن، التي نُشرت في عام 1970. حصلت جمعية بوسطن على دمج ومنحت السلطة لإجراء الزواج القانوني في عام 1946. تزوج أوبر من زوجته الثانية إليزابيث كيدر أوبر في يونيو 1941 وذهب في حجته الثالثة في عام 1956 وبعد ذلك انتقلا إلى بريتوريا، جنوب أفريقيا، وساعدا في إنشاء أول جمعية روحانية أفريقية بالكامل هناك. توفي هارلان في 20 يوليو 1962 ودُفن في بريتوريا.

في عام 1970 حصل بولوك على أول درجة فخرية له - من جامعة هارفارد. تبعتها دارتموث في عام 1971 بدرجة فخرية في القانون حيث حصل على تصفيق حار من بين 5000 شخص حاضرين. وقرأ جانب من الاقتباس: 
"لقد استمر اهتمامك بالإنسانية في إشغال طاقاتك بعد التقاعد. أنت قائد معترف به في الديانة البهائية، وقد سافرت في جميع أنحاء العالم على نفقتك الخاصة لخدمة تلك الديانة. أنت تؤمن بعمق أن إنشاء العدل والحرية العالمية يتطلب اليقظة الروحية والأخلاقية لجميع الناس…."
 كان بولوك قد التقى برئيس دارتموث جون كيميني الذي أشار إلى إنجازاته.
بولوك توفي في 17 ديسمبر 1972، في منزل ابنته في ديترويت. وقد قام بتوفير البرنامج لجنازته الخاصة، وجاءت برقية تأبينية من بيت العدل الأعظم:

توفي بولوك في 17 ديسمبر 1972 في منزل ابنته في ديترويت. وكان قد أعد برنامج جنازته بنفسه، وتلقّى برقية تعزية من بيت العدل الأعظم جاء فيها: 
نشعر بالحزن لوفاة فارس بهاء الله ماثيو بولوك، المروّج المتميز للدين. ننقل لعائلته تأكيدنا بالدعاء عند العتبة المقدسة لتقدّم روحه. نوصي بعقد تجمع تأبيني في مشرق الأذكار.
إقيم النصب التذكاري في 17 فبراير 1973.
كان سون بولوك جونيور قاضيًا في فيلادلفيا وعاشت ابنته في ديترويت. توفي في عام 2013.
تم دفن بولوك الأب في مقبرة جبل هوب، ماتابان، ماساتشوستس.

## التذكر
تم التذكر أن بولوك انتقد نظام السجون لخلطه بين المجرمين العتاة والشباب الضالين، وكذلك في عام 1946 تعرض لهجوم من طالب إفراج مشروط وقام بإخضاع السجين بنفسه في عمر 65.
في عام 1974 تذكر البهائيون أنه كان جزءاً من المحفل الوطني الذي غادر تلك الخدمة ليكون من الرواد، وكذلك كان جزءاً من تفاني معبد البهائيين مع تغطية إعلامية أشارت إلى بوللوك وبايكر في عام 1975. تم نشر سيرة ذاتية من ثلاث صفحات مع صور في أخبار البهائيين تشبه إلى حد كبير مقالة عالم البهائي التي كتبها أوستن. تم توسيع هذا الأمر في عام 1983 حيث تناولت بعض الصحف السوداء، بما في ذلك القائد الوطني، مراجعة تاريخية للبهائيين الذين كانوا سود بالإشارة إلى بوللوك إلى جانب روبرت سينغستاك أبوت، آلان ليروي لوك، غلينفورد ميتشيل، لويس غريغوري، هيلين إليزه أوستين، ديزي غيليسبي، روبرت هايدن، وآخرين.
في عام 2006 تم تذكر إنجاز بولوك كمدرب أسود في كلية ماساتشوستس الزراعية والميكانيكية، التي تُعرف الآن بجامعة ماساتشوستس في أمهرست، بشكل بعيد. وسيمر 71 عاماً قبل المدرب التالي الذي أطلق عليه فاتح العداء العنصري. بعد عقد من الزمن تم تذكر فترة بولوك في جامعة ماساتشوستس في أمهرست بشكل مقتضب كجزء من مراجعة عامة للتنوع بين الطلاب في الجامعة.
في عام 2017، تم نشر مقالة سيرة ذاتية عن بولوك في ذا باي ستيت بانر،  كما رعت جمعية الخريجين السود من دارتموث مقالًا أيضًا. وقد تم تسليط الضوء على فترة بولوك في دارتموث في بودكاست صوتي مع الباحث ديريك وايت.
في عام 2020 قامت مجتمع إيفريت برعاية مقال عن بولوك.
مؤخراً، في فبراير 2021، لاحظ قسم الرياضة في جامعة ماساتشوستس بولوك.

## روابط خارجية
- مجموعة ماثيو بولوك، (1904-1945)، 2020 أمناء كلية دارتموث